# Société nationale maritime Corse-Méditerranée
La Société nationale maritime Corse-Méditerranée (SNCM), anciennement Compagnie générale transméditerranéenne (CGTM), était une compagnie française de navigation maritime, à capitaux publics et privés, assurant notamment des liaisons régulières depuis la France continentale vers la Corse, la Sardaigne, l’Algérie et la Tunisie. La SNCM assurait le transport des passagers, des véhicules automobiles et des marchandises à bord de différents types de navires, des ferries (transportant des passagers et leurs voitures), des navires mixtes (rouliers transportant camions et camionnettes et adaptés pour le transport d'un nombre restreint de passagers).
La société est créée en 1969 sous le nom de Compagnie générale transméditerranéenne (CGTM) lors de la fusion des services méditerranéens de la Compagnie générale transatlantique et de la Compagnie de navigation mixte. Nationalisée en 1976 dans le cadre de la création du principe de la continuité territoriale entre le continent et la Corse, la compagnie devient la SNCM, entreprise publique détenue par la Compagnie générale maritime et la SNCF. Elle sera finalement privatisée en 2006 et détenue dans un premier temps par le fonds d'investissement Butler puis par Transdev, filiale du groupe Véolia.
À compter de 2002, pour la desserte de la Corse, la SNCM assurait, conjointement avec La Méridionale, une délégation de service public pour les traversées depuis Marseille. À ce titre, elle recevait une compensation financière de service public gérée par l'État, l'Assemblée de Corse et l'OTC. Ces importantes subventions ne suffirent à combler ni les déficits chroniques que la SNCM cumulait depuis de nombreuses années, ni son endettement, et son image fut ternie par des grèves à répétition. De 2000 à 2012, la SNCM connut une baisse drastique de ses parts de marché entre les ports français continentaux et la Corse (34 % du marché en 2011 pour 82 % en 2000). La Commission européenne condamna en mai 2013 la SNCM à rembourser 220 millions d'euros d'aides indues entre 2007 et 2012.
Le 28 novembre 2014, le tribunal de commerce de Marseille place la SNCM en redressement judiciaire avec une période d'observation de 6 mois. Le 20 novembre 2015, ce même tribunal retiendra l'offre de reprise de Patrick Rocca, entreprise de transports corse, pour un montant de 3,7 millions d'euros et un total de 8,9 millions d'euros comprenant notamment un plan social, cette offre devant être signée dans les 6 mois.
Le 5 janvier 2016, les actifs de la SNCM sont officiellement cédés au groupe Rocca, l'entreprise renaît alors sous le nom juridique de Maritime Corse Méditerranée (MCM SAS). Cette même société sera rachetée, courant 2016, par le consortium d'entreprises corses Corsica Maritima, ce qui aboutira à la création de Corsica Linea.

## Histoire

### 1855 - 1960: La Compagnie générale transatlantique en Méditerranée
Les origines de la Société nationale maritime Corse-Méditerranée remontent à 1855, année durant laquelle les frères Pereire fondent à Granville la Compagnie générale maritime qui deviendra en 1861 la Compagnie générale transatlantique. Tout d'abord vouée à l'exploitation de liaisons vers le continent américain, la compagnie diversifie ses activités et inaugure ses services en Méditerranée le 30 juin 1880 en affectant le petit paquebot Moïse entre Marseille et Alger. Quelques jours plus tard, le 6 juillet, la Transat lance une seconde ligne reliant Marseille et l'Algérie via la Corse à l'aide du paquebot Ville de Madrid qui navigue entre Marseille, Ajaccio, Bône et Alger. Le réseau sera étoffé en 1882 avec l'ouverture de deux nouvelles liaisons, l'une reliant Marseille, Nice, Ajaccio et Propriano et une autre reliant la Sardaigne.
Durant la Première Guerre mondiale, la flotte méditerranéenne de la Transat paye un lourd tribut et perd pas moins de dix de ses navires entre 1915 et 1918. La compagnie assure ensuite l’ensemble de ses services durant l'entre deux guerres avant que la Seconde Guerre mondiale ne perturbe une nouvelle fois son trafic.
Au lendemain de la guerre, l'Europe est dévastée et le statut insulaire de la Corse rend la situation plus compliquée que sur le continent. La compagnie Fraissinet, concessionnaire du service postal vers la Corse depuis 1892, a vu sa flotte décimée et sur ses sept navires desservant l'île en 1939, seul le Ville d’Ajaccio a été épargné. Les liaisons maritimes vers la Corse sont alors prises en charge par l’État qui achète des navires à l’étranger, comme le vapeur norvégien Kondag qui intègre la flotte de la Fraissinet sous le nom de Fred Scamaroni. Il met également à disposition des navires de la Marine nationale. Cependant, le nombre des traversées est très limité, les billets sont délivrés par la préfecture et les femmes ne peuvent embarquer à bord des navires militaires. Malgré les moyens mis en place, la situation peine à s'améliorer dans un premier temps. À partir de l’été 1946 toutefois, des navires de la Société générale des transports maritimes (SGTM) et des Messageries maritimes viennent renforcer les liaisons vers la Corse en sus des deux vapeurs de la Compagnie Fraissinet qui reste concessionnaire des services postaux jusqu’à la fin de l'année 1947.
Le 28 février 1948, l’État adopte une loi portant sur une profonde réforme de la marine marchande. Prévue dès 1945 cette réforme table sur la nationalisation du secteur afin de garantir le maintien du trafic, indispensable à l’économie française. l’État se propose alors de couvrir les charges supplémentaires et les coûts d’exploitation déficitaires des transporteurs. À l'application de la loi, l'État détient désormais la majorité du capital de la Compagnie générale transatlantique et des Messageries maritimes ainsi que la majorité absolue aux assemblées générales ordinaires ou extraordinaires de ces deux compagnies,. À la suite de cette réforme, les lignes de la Corse sont attribuées à la Compagnie générale transatlantique qui absorbe en conséquence la Compagnie Fraissinet. Une convention pour l'exploitation des lignes de la Corse est signée par l'État et débute officiellement le 1er mai 1948. La Transat se voit confier en gérance les deux anciens navires de la compagnie Fraissinet, appartenant désormais à l’État, les paquebots, Ville d’Ajaccio et Fred Scamaroni. La flotte est même renouvelée avec la mise en service le 13 juillet d'un nouveau paquebot, le Commandant Quéré, baptisé ainsi en hommage au commandant du navire Général Bonaparte de la compagnie Fraissinet, tué lors du torpillage de son bâtiment le 19 mai 1943 entre Ajaccio et Nice. Le 2 août suivant, le Cyrnos, ancien paquebot de la Compagnie Fraissinet sabordé en 1944 par les allemands, renfloué et remis en état, entre en service. La flotte sera aussi complétée par l'affrètement du cargo norvégien Einvika.
Officiellement signée le 23 décembre 1948, cette convention exige que la Transat effectue 778 traversées par an vers la Corse. La compagnie signe également une autre convention qui concerne ses lignes postales habituelles vers l’Algérie et la Tunisie. D'abord réticente, la direction estime que les coûts seront couverts par la subvention et que les revenus générés durant la haute saison seront en mesure de compenser les pertes de la basse saison. Elle débute alors la mission d’intérêt général qui lui est attribuée.
Malgré des débuts difficiles en raison de moyens restreints, d’avaries rencontrées par les navires, de mouvements sociaux et d’un faible nombre de passagers, le trafic vers la Corse va pourtant connaître une forte hausse de l'ordre de 15 % à partir de 1949 et ce, jusqu’en 1955, en raison notamment d'une nette augmentation de la fréquentation touristique. La hausse est encore plus importante pour les véhicules, la démocratisation de l'automobile amène de plus en plus de passagers à vouloir voyager avec leurs voitures, tout particulièrement en été, ce qui conduit rapidement à une saturation. Des palliatifs sont alors mises en place pour favoriser au maximum le transport des voitures en attendant qu'une solution technique mieux adaptée soit trouvée. Le nombre de traversées est ainsi multiplié en période de pointe, pour cela, la Transat aligne tout d'abord en 1951 l'ancien paquebot de la Compagnie Fraissinet Sampiero Corso, qui, à l'instar du Cyrnos, avait été sabordé durant la guerre. La compagnie transfère ensuite sur les lignes de la Corse les paquebots habituellement affectés aux liaisons avec l'Afrique du Nord, les Ville de Marseille, Ville d’Oran, Ville d’Alger, Ville de Tunis et Ville de Bordeaux. Au même moment, l’État demande en mai 1956 à la compagnie d’engager la construction, à ses frais, d’un nouveau paquebot dédié aux lignes de la Corse. La conception de cette unité se tournera vers le modèle émergeant du car-ferry, navire capable de transporter simultanément des passagers et un certain nombre de véhicules au sein d'un vaste garage aménagé dans la partie inférieure. La commande est passée au mois d’octobre suivant aux Forges et Chantiers de la Méditerranée de La Seyne-sur-Mer,.

### 1960 - 1969: les premiers car-ferries sur les lignes de la Méditerranée

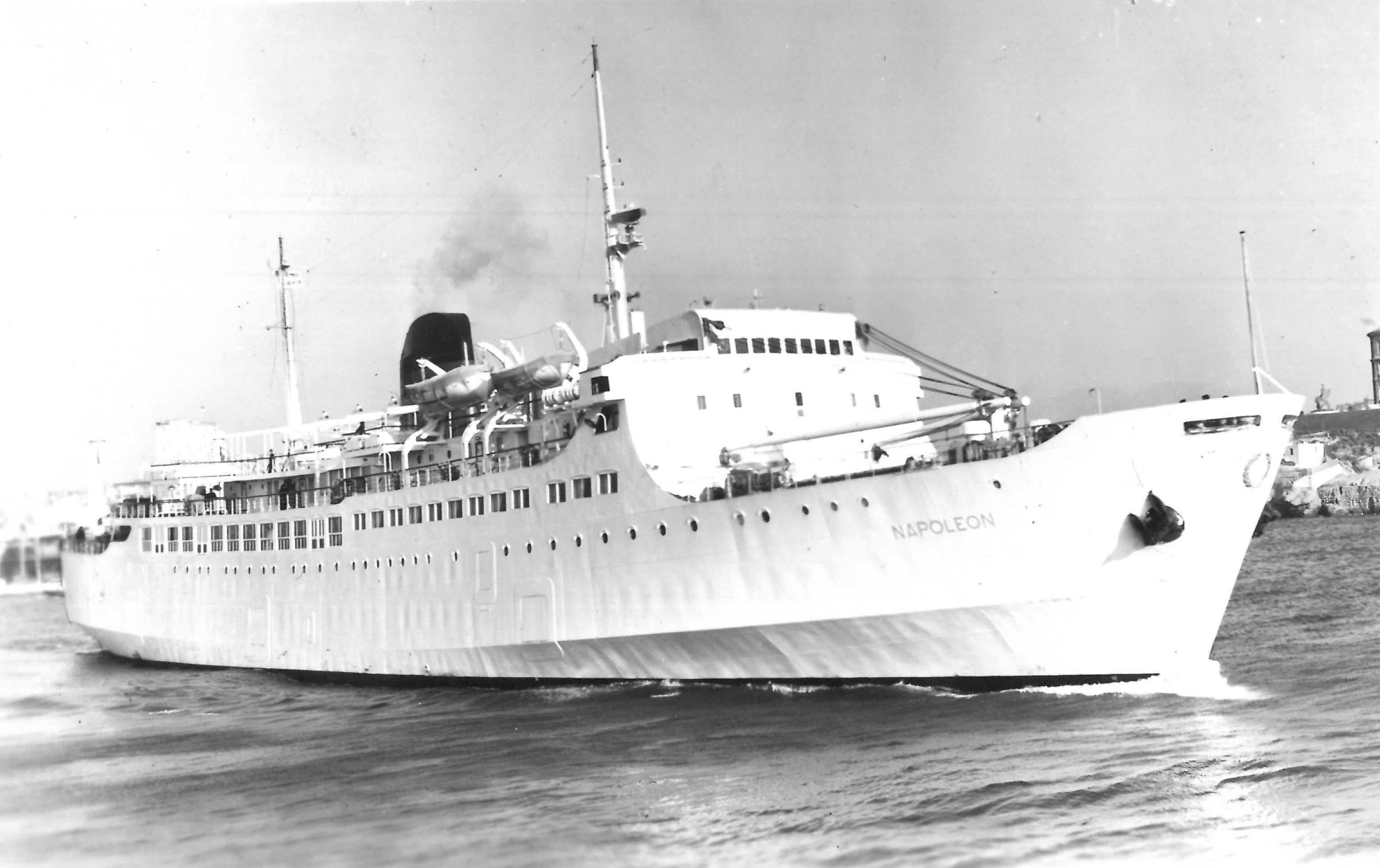
Le Napoléon de 1959, premier car-ferry à naviguer en Méditerranée

Le 28 décembre 1959, la Compagnie générale transatlantique réceptionne le navire à coque blanche Napoléon. Lancé le 4 avril 1959 à La Seyne-sur-Mer, il est inauguré le 5 janvier 1960. Capable de transporter 1 224 passagers et pourvu d'un garage pouvant contenir 70 véhicules, il est le premier car-ferry de la Transat, mais également le premier navire de ce type à naviguer en mer Méditerranée,. Il marque l'arrivée de la manutention horizontale sur les lignes de la Corse. Cette technique révolutionne la méthode de chargement des navires, qui embarquent à présent les véhicules au moyen de rampes axiales et latérales, permettant des opérations commerciales plus rapides et moins coûteuses que la manutention verticale. Le nouveau navire remplace au sein de la flotte le Ville d’Ajaccio qui assure sa dernière traversée commercial le 24 février 1960. En dépit de l’arrivée du Napoléon, l’offre ne suffit pas à absorber la totalité de la demande, malgré le fait que la Transat dépasse les exigences du cahier des charges avec 1 060 traversées assurées au cours de l'année 1960. La question de la construction de nouvelles unités se pose.
Ce début des années 1960 est marqué par quelques perturbations. À l'aube de la saison estivale 1962, les services méditerranéens de la Transat sont désorganisés en raison de la mobilisation des paquebots Sampiero Corso, Ville de Bordeaux et du Napoléon dans le cadre du rapatriement massif des ressortissants français d’Algérie,. Des mouvements sociaux ont également lieu en 1963 entre le 22 juillet et le 9 août, perturbant les rotations de la saison estivale et entraînant la suppression de 34 traversées sur la Corse,.
Au même moment, la compagnie constate que l'offre en haute saison tend à saturer, notamment en raison de l’accroissement très rapide du nombre de voitures accompagnées. La flotte en service sur la Corse, même renforcée grâce à l'affectation des paquebots habituellement dédiés aux lignes du Maghreb, se révèle incapable d'absorber un tel trafic. C'est dans ce contexte qu'une commission interministérielle désignée pour l’occasion en arrive à la conclusion que le développement touristique de l’île nécessite des rotations plus rapides, un outil naval équipés afin d'accélérer et de simplifier au maximum les opérations commerciales et enfin, des installations confortables mais plus fonctionnelles, inspirées du trafic transmanche. Ces recommandations vont guider la conception d'un second car-ferry, commandé aux FCM, pour une mise en service prévue pour 1965,. Toujours en conformité avec les préconisations de la commission, la direction de la Transat passe commande en 1963 de deux car-ferries de jour prévus pour assurer un service rapide vers la Corse depuis le port de Nice. Concernant la flotte cargo, la compagnie lance en parallèle un programme tout aussi ambitieux avec les commandes successives jusqu’à la fin des années 1960 de trois cargos à manutention horizontale,. En plus des recommandations concernant la conception de l'outil naval, la commission se penche également sur l'établissement des grilles tarifaires, dont les corses ont tendance à se plaindre, et préconise la mise en place d'une tarification réduite pour tous les véhicules en basse saison et à l'inverse un supplément en période estivale. Tout ceci intervient cependant dans un contexte où la Transat se retrouve confrontée à des charges de plus en plus élevées, accentuées par le développement de la concurrence aérienne, la location à l’État des paquebots supplémentaires mais surtout l’investissement du Napoléon.

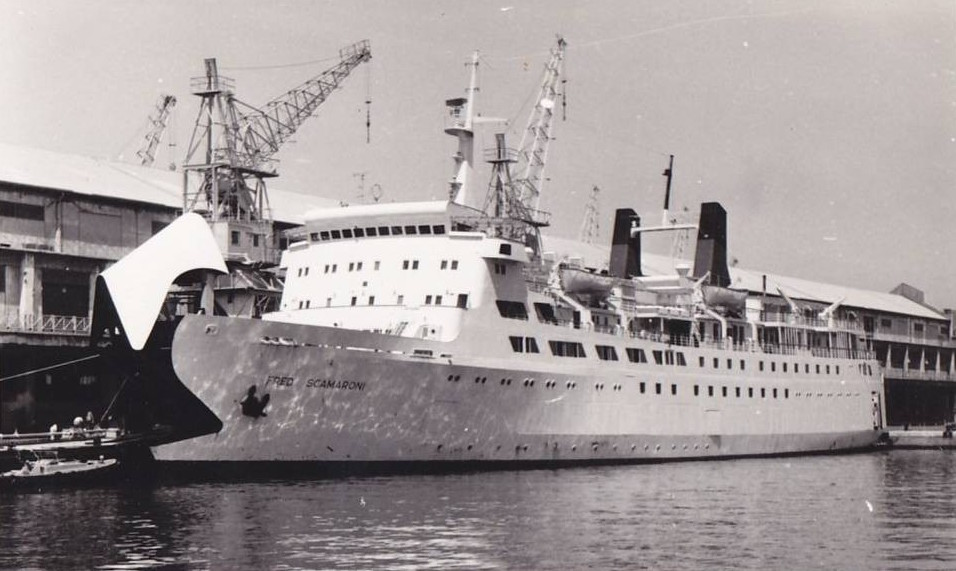
La mise en service du Fred Scamaroni sera repoussée d'un an en raison d'un incendie survenu la veille de sa livraison.

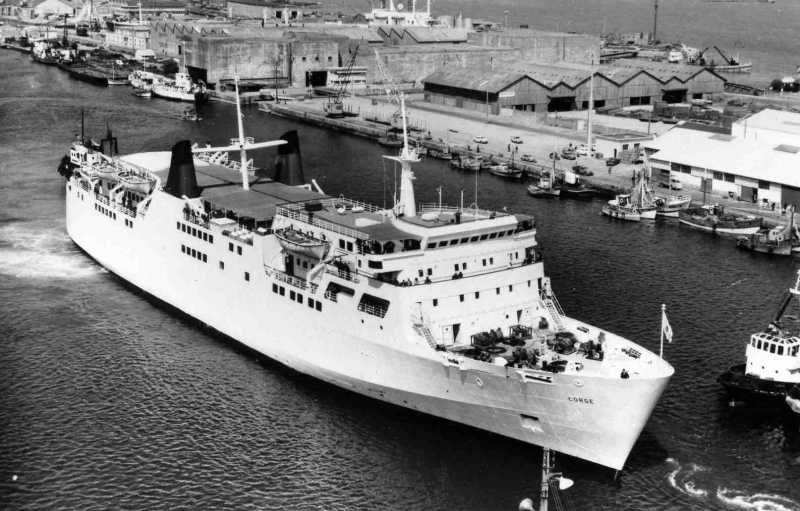
Le Corse (ci-dessus) et son jumeau le Comté de Nice, mis en service en 1966, inaugurent le service rapide de la Transat entre Nice et la Corse.

L'année 1966 est marquée par l'entrée en service des trois nouveaux car-ferries, les sister-ships Corse le 20 juin et Comté de Nice, le 30 juillet entre Nice et la Corse ainsi que le Fred Scamaroni, de conception voisine, depuis Marseille, et dont la mise en service, initialement prévue pour 1965, a été retardée à la suite d'un incendie survenu durant les travaux de finition à La Seyne-sur-Mer,. Conçus selon les recommandations de la commission interministérielle, ces trois navires représentent une évolution significative par rapport au Napoléon, grâce notamment à la conception plus aboutie de leurs garages et des méthodes de chargement, ce qui a permis d'accroître considérablement la capacité des véhicules. L'arrivée de ces nouveaux car-ferries entraîne la sortie de flotte des paquebots classiques Sampiero Corso, Cyrnos et Commandant Queré. L’année suivante la flotte cargo évolue avec l'arrivée de l‘Estérel. Mis en service 24 mai 1967, il est le premier cargo à manutention horizontale en Méditerranée,.
Du 20 mai au 14 juin 1968, les mouvements sociaux de Mai 68 entraînent l’interruption des services réguliers de la Transat en Méditerranée. Cette même année, la flotte des cargos est renforcée avec l'affrètement du roulier allemand Travetal.
Si la compagnie a pu mettre à profit son dynamisme dans un trafic vers la Corse en plein développement, il n’en a pas été de même durant la même période pour les liaisons vers le Maghreb. Après la fin de la Seconde Guerre mondiale, le service vers l’Algérie et la Tunisie est rétabli avec quelques anciens navires, les Marigot, Marrakech et Gouverneur Général Chanzy. La Transat profite alors d'une bonne situation financière, sa flotte s’agrandit grâce à la restitution de navires réquisitionnés, comme le Ville d’Alger et le Ville d’Oran mais aussi l’attribution de Liberty ships américains. Ceci permet à la Transat de rapidement retrouver et même de dépasser ses résultats d’avant-guerre dès le début des années 1950. La compagnie parvient également à se maintenir face à la concurrence aérienne et renouvelle même son outil naval avec l'entrée en service du Ville de Marseille en 1951, puis du Ville de Tunis en 1952. À partir de 1954, le trafic va connaître une forte progression en raison de la mobilisation de troupes chargées de maintenir l’ordre durant la guerre d'Algérie, ce qui représentera pas moins de 80 % du trafic en 1958. L’avenir des lignes de l'Afrique du Nord dépend toutefois de l'issue du conflit algérien et les craintes de la Transat sont confirmées dès mars 1962 avec la signature des accords d'Évian aboutissant à l’indépendance de l’Algérie. En conséquence, le trafic passagers chute de 41 % pour la seule année 1962 et la tendance se confirme les années suivantes. Entre 1952 et 1968, le trafic assuré par la Transat passe de 391 000 passagers et 225 000 tonnes de fret à 127 000 passagers et 75 000 tonnes. En 1968, les activités de compagnie sur le Maghreb accusent un grave déficit et les perspectives ne présagent rien de bon. L’accumulation des pertes compromet gravement la situation financière et la capacité d’investissement, ce qui pourrait, à long terme, peser sur le développement des lignes de la Corse. Face à cette crise, un groupement des armateurs concernés apparaît comme la seule solution possible. Ce constat commun entre la Transat et la Compagnie de navigation mixte va amener les deux compagnies à fusionner en 1969 et créer une nouvelle entité méditerranéenne.

### 1969 - 1976: la Compagnie générale transméditerranéenne
À la fin de l'année 1968, la Compagnie générale transatlantique et la Compagnie de navigation mixte annoncent leur fusion en vue de la création d'une entité unique en Méditerranée. À la suite de l'approbation des pouvoirs publics, son nom est dévoilé, elle sera baptisée Compagnie générale transméditerranéenne (CGTM). La mise en place de la CGTM s'inscrit dans la continuité des accords de coordination des exploitations sur les lignes vers l'Afrique du Nord. Avec la profonde dégradation du trafic de passagers et de marchandises depuis l’indépendance de l’Algérie, la sauvegarde de ce fonds de commerce exigeait un effort plus important de productivité pouvant être obtenu par la suppression de tous les doubles emplois en matériel et personnel. En plus de la mutualisation de leur flotte et de leur personnel, la Transat et la Mixte apportent également leurs fonds de commerce respectifs. La création de la CGTM permet à la Transat d'établir une entité méditerranéenne. Celle-ci dispose alors d’atouts sérieux, une flotte moderne et performante dont la plupart des unités est équipée du système roll on/roll off, une activité pérenne sur un réseau corse en plein développement, l’exploitation de circuits touristiques en Tunisie et aux Baléares promis à une évolution favorable, et enfin, l'exploitation régulière de passagers et de fret sur le Maghreb malgré la régression.
Les statuts constituant la CGTM sont signés le 25 février 1969 et la compagnie est créée juridiquement le 19 mars. Son président est M. De Joanis, directeur général des bureaux de la Transat à Marseille. Le capital est principalement réparti entre la Transat à la hauteur de 64,6 % et la société La Fortune à 34,7 %. Après l'approbation de leurs actionnaires respectifs, la Transat et la Mixte signent le 15 juin une convention qui transfère à la CGTM les éléments constituant leurs activités maritimes en Méditerranée. La compagnie hérite alors de la performante flotte de car-ferries de la Transat, composée des Napoléon, Fred Scamaroni, Corse et Comté de Nice, ainsi que les cargos rouliers Estérel et Monte Cinto et l’affrété Travetal. la Mixte, quant à elle, apporte le car-ferry Avenir et les cargos Blida et Relizane. Malgré les réticences, il est décidé de conserver dans un premier temps les paquebots Ville de Marseille et Méditerranée de la Transat et Kairouan de la Mixte. La CGTM les affrète alors coque nue auprès de ses maisons mères,.
Les activités de la CGTM débutent officiellement le 1er juillet 1969. Les navires arborent la cheminée rouge et noire de la Transat sur laquelle a été rajoutée une bande blanche, rappelant ainsi la présence de la Mixte. Cette dernière cédera finalement ses parts le 11 décembre, alors qu’il était initialement prévu qu’elle les conserve durant trois ans. Au niveau du personnel, la fusion entre les deux compagnies s’effectue tout au long de l’année 1969. Chaque navire conserve l’équipage qui lui est propre avec le maintien de son statut. Le personnel sédentaire conserve également dans un premier temps ses statuts particuliers, celui de la Transat comme de la Mixte étant détaché et transféré. La fusion des différents services va s’opérer par un transfert progressif à la CGTM du personnel à partir du 1er juillet. La mise en place des structures de la compagnie doit être terminée pour la fin de l'année 1969. Au 1er janvier 1970, les effectifs du personnel sédentaire de la société représentent 786 personnes, pour la grande majorité basées à Marseille.
À ce moment-là, le trafic vers la Corse est toujours en expansion, essentiellement concentré sur la saison estivale. Ainsi, en 1968, le nombre de passagers atteint les 500 000, soit le double des chiffres d'il y a dix ans. Celui des véhicules a fait de même en cinq ans seulement, atteignant alors les 100 000. Malgré une flotte composée de quatre car-ferries, l'offre se révèle rapidement insuffisante. Les navires sont trop lents ou n’offrent pas une capacité garage adéquate. Il apparaît donc nécessaire de disposer de navires pouvant assurer des rotations intensives avec une capacité importante. Le trafic fret augmentant également, la CGTM doit là aussi augmenter ses moyens, afin d’assurer sa part aux côtés de Compagnie méridionale de navigation dans le cadre de la Conférence maritime continent - Corse, créée par les pouvoirs publics en 1955 afin de coordonner les opérations des principaux transporteurs de fret. Enfin, depuis l’indépendance de l’Algérie, le fort recul du nombre de passagers sonne le glas des paquebots classiques, devenus inadaptés au trafic,.

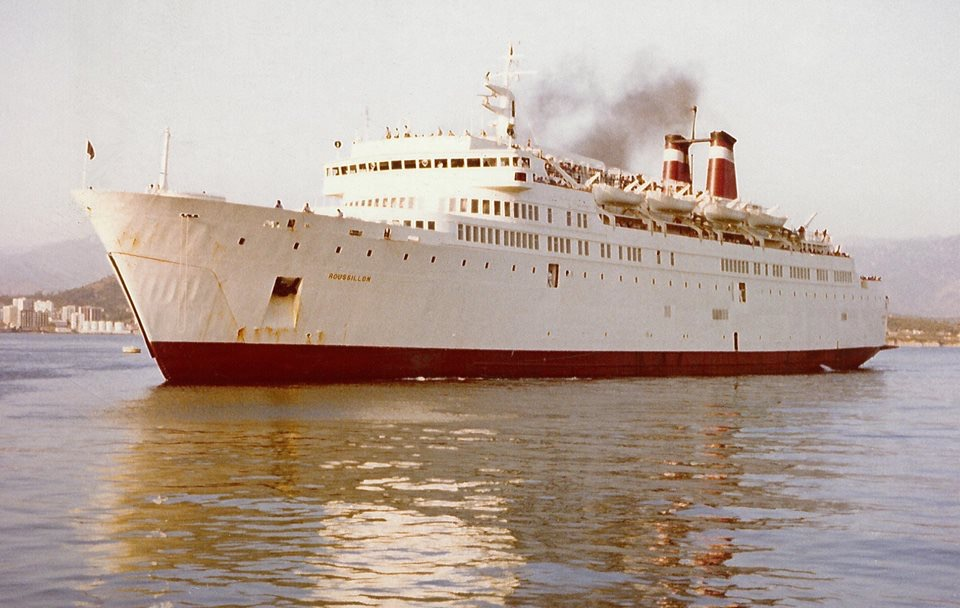
Le ferry allemand Prinz Hamlet, acquis en 1970 et renommé Roussillon deviendra rapidement le navire le plus apprécié de la flotte, bien que son exploitation peinera à être rentabilisée.

Dès sa création la CGTM entreprend de faire évoluer sa flotte. Tout d'abord, la compagnie reprend le contrat de construction du cargo Monte d'Oro signé précédemment par la Transat, puis commande en 1970 auprès des chantiers de Pietra Ligure deux car-ferries, les sister-ships Provence et Languedoc. Le premier est prévu pour être affecté sur l'Algérie dès 1972 tandis que le second doit être positionné sur la Corse l'année suivante,. Afin de disposer d'une unité supplémentaire dans un délai plus court, la compagnie fait l'acquisition le 27 novembre 1970 du car-ferry allemand Prinz Hamlet. Transformé et rebaptisé Roussillon, il est mis en service le 7 mars 1971 sur les lignes de la Corse. Offrant des prestations de haut niveau, ce navire a été acquis afin de satisfaire la demande de la clientèle réclamant plus de qualité. La flotte des cargos évolue également. Le Blida est transformé et le cargo Travetal, affrété pour les lignes de la Corse, est rendu à son armateur le 2 octobre 1972 en vue de la mise en service du navire roulier Monte Rotondo commandé le 26 février 1971 à La Rochelle-Pallice et finalement livré le 14 janvier 1973, ce cargo a une capacité de roulage record sur les lignes de Corse,.

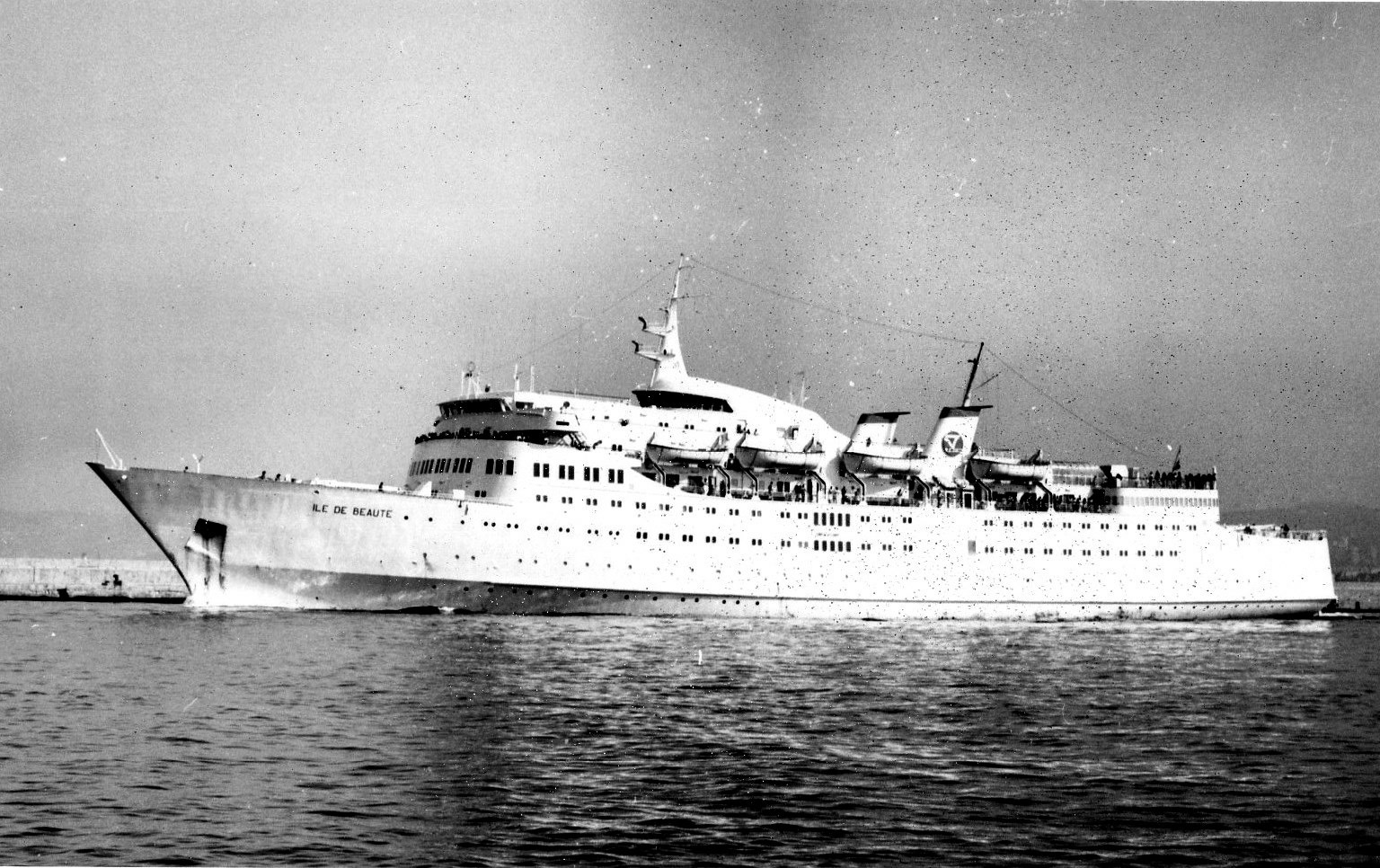
Le luxueux ferry Sunward sera exploité par la compagnie pendant 3 ans sous le nom d’Île de Beauté afin de pallier le retard de livraison du Provence.

Au même moment, un important retard est pris dans la construction du Provence en raison des difficultés financières des chantiers de Pietra Ligure. Initialement prévue pour 1972, la mise en service du navire est également compromise pour l'année 1973. Afin de pallier ce contretemps, la CGTM décide une nouvelle fois d'avoir recours au marché de l'occasion. C'est dans ce cadre que la compagnie fait l'acquisition le 11 avril 1973 du car-ferry Île de Beauté auprès de la compagnie Norwegian Caribbean Lines. Mis en service après transformations le 19 juin 1973 sous le nom d’Île de Beauté, ce navire offre des prestations similaires à celles du Roussillon. Les difficultés rencontrées par les chantiers de Pietra Ligure amènent finalement la CGTM à négocier la reprise de la coque du Provence dans l’état où en est sa construction pour faire achever la finition du navire au Havre, et à annuler la commande du Languedoc. L'entrée en flotte du Roussillon et de l‘Île de Beauté entraîne le retrait des derniers paquebots classiques, le Kairouan est retiré de la flotte, de même que le Ville de Marseille, qui quitte la Transmed fin 1972 pour être vendu le 29 mai 1973,.
En dépit des moyens mis en œuvre, la flotte de la CGTM ne parvient pas à assurer efficacement sa mission de service public. La construction d’une unité à haut rendement s’impose dans les plus brefs délais. Son financement est cependant incertain, la compagnie est en effet incapable d'assumer seule un tel investissement qui risquerait d'aggraver la structure de ses capitaux permanents. Devant la nécessité d'équiper la flotte d'un outil naval plus performant, l'État acceptera finalement d'apporter un aide financière. Le nouveau car-ferry est commandé le 27 décembre 1973 aux chantiers Dubigeon de Nantes pour une entrée en service au printemps 1976 en remplacement du Fred Scamaroni.
Parallèlement, la CGTM a entrepris tout au long de la décennie la diversification de ses activités. Dès 1970, la compagnie participe à la création de différentes filiales lui permettant d'étoffer son réseau méditerranéen ou de développer des services complémentaires. C’est dans ce contexte que des lignes vers la Sardaigne et les îles Baléares vont être ouvertes depuis Toulon avec la création de la Compagnie maritime Toulon/Sardaigne (CMT/S). En 1971, une filiale dénommée Sudcargos destinée à l'exploitation de cargos vers le Maghreb est également créée avec une participation de la CGTM a la hauteur de 40 %. La direction s'impliquera aussi dans la création d'activités annexes telles que le tour-opérateur Ferrytour, proposant des circuits touristiques en Corse ou ailleurs en Méditerranée. Enfin, un performant système de réservation électronique est mis en place en janvier 1974.
Mais à partir de 1973, la CGTM fait cependant face à d'importantes difficultés, particulièrement en raison de la mise en place progressive par l'État du régime de la continuité territoriale entre le continent et la Corse sans que la société puisse compenser les faibles résultats induits par les mesures prises pour assurer à bien ce service. À cela s'ajoute l'augmentation très importante du prix du carburant à la suite du choc pétrolier de 1973 ainsi que le développement de la concurrence sur les lignes du Maghreb en raison de l'expansion du transport aérien et de la création d'armements maritimes en Algérie et en Tunisie. Face à ces problèmes et afin de poursuivre le programme indispensable de modernisation de la flotte, largement compromis par la situation financière de la société, la CGM fait l'acquisition du cargo roulier Kerisnel, rebaptisé La Durance, et le frète coque nue à son héritière pour une durée de 13 ans afin de remplacer l’Estérel vendu le 14 octobre 1974. Malgré ce contexte morose, la CGTM réceptionne enfin son nouveau navire amiral le Provence, mis en service le 13 juin 1974 sur les lignes vers la Corse et l'Algérie. Son arrivée permet le transfert à temps plein du Roussillon sur les lignes du Maghreb en remplacement du Napoléon de 1959, retiré de la flotte fin 1973 et vendu le 13 mai 1974.

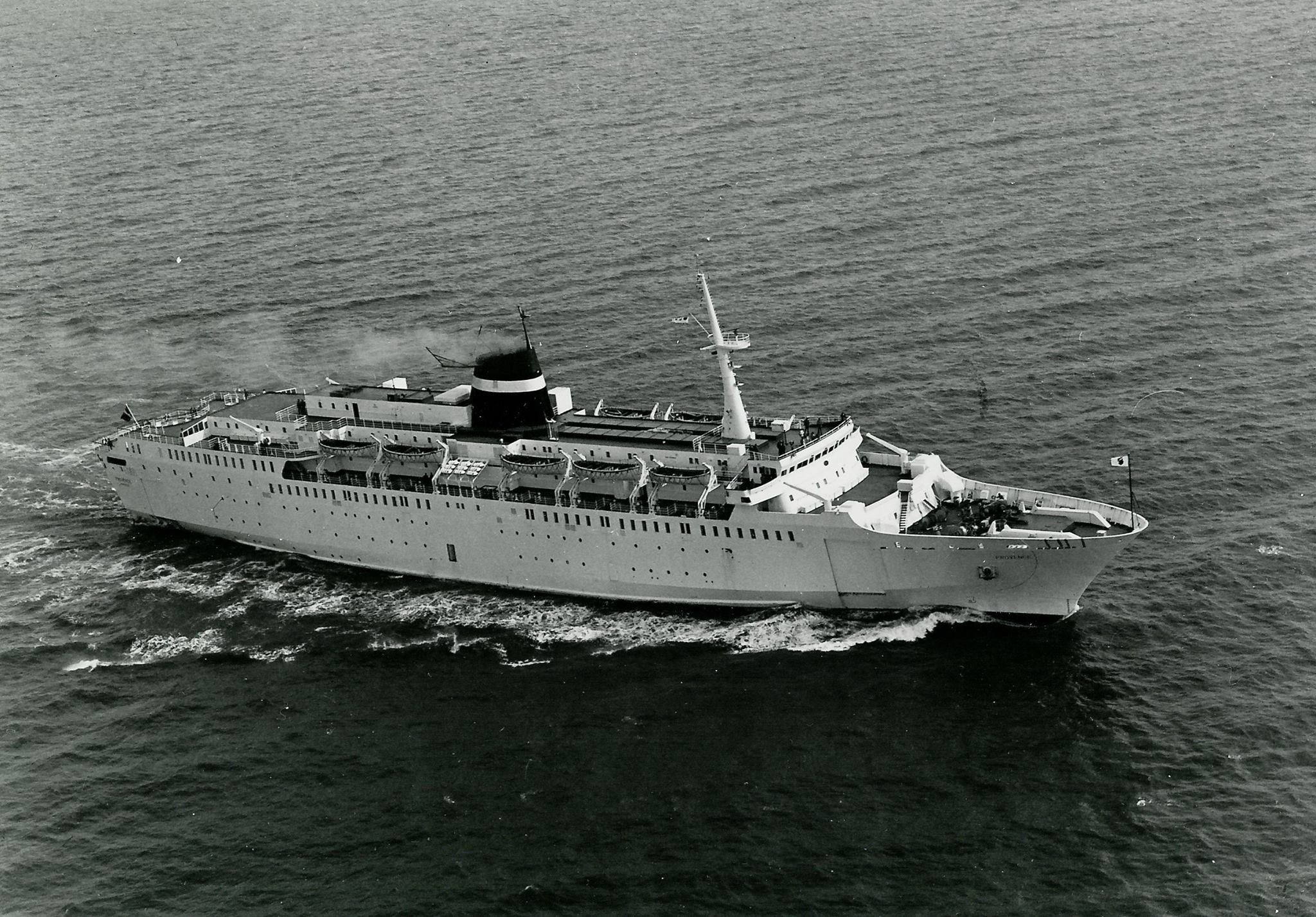
Après de nombreuses péripéties, le Provence entrera finalement en service en juin 1974, soit deux ans après la date initialement prévue.

Au mois de mars 1974, à l'occasion d'une visite en Corse du Premier ministre Pierre Messmer, les problèmes économiques et sociaux que rencontrent l’île, incluant celui des transports maritimes, sont abordés avec les élus. À l’issue de cette visite, il est décidé comme premières mesures d'instaurer une grille tarifaire passagers et fret inspirée du modèle de la SNCF et de garantir de la desserte des ports secondaires de Calvi, L'Île-Rousse, Porto-Vecchio et Propriano. Le décès du président Georges Pompidou et les élections qui s’ensuivent vont cependant altérer les réformes initialement envisagées. À la suite de l’élection de Valéry Giscard d’Estaing, le gouvernement Chirac met en place, en décembre 1974, une mission interministérielle chargée du développement des infrastructures de la Corse. À l’issue de différentes consultations sur place, un programme de développement économique est décidé. C’est dans ce contexte que va naître le principe de continuité territoriale. Le 17 avril 1975, le Premier ministre Jacques Chirac verse une subvention de 32 millions de francs afin que le principe de continuité territoriale soit appliqué en attendant la définition du programme. Sur cette somme, 13 millions sont distribués aux compagnies afin d'aligner la hausse des tarifs au niveau de ceux de la SNCF pour la période allant du 1er avril 1975 au 31 mars 1976. Les 19 millions restants sont mis à la disposition du conseil régional de Corse à qui le gouvernement a confié le soin de décider les modalités de répartition de cette subvention pour abaisser le coût des transports maritimes, en particulier du fret.
En juillet 1975, le programme de développement est ratifié et adopté par le conseil régional de Corse. L’instauration du service public maritime pour la desserte de l'île dans le cadre de la continuité territoriale est décidée le 12 septembre 1975 par le président Giscard d'Estaing. Ce service sera assuré par une compagnie nationale, filiale de la CGM et dont la SNCF sera actionnaire. Cette compagnie récupèrera l’intégralité des moyens de la CGTM et bénéficiera, à compter du 28 mars 1976, d'une concession de 25 ans pour le transport des voyageurs en monopole et des marchandises avec La Méridionale et la SoMeCa,. La tarification des marchandises sera sera similaire à celle de la SNCF, incluant la manutention, le transport terrestre par la SNCF, le transit à Marseille et l’acheminement à quai. Enfin, un comité consultatif sera créé, chargé d’assurer la concertation entre l’État et les responsables corses sur les modalités de ce nouveau service. Les équipes de la CGM, de la CGTM ainsi que de la SNCF s'affairent ensuite à l'établissement du système de réservation et de vente de billets ainsi que les tarifs à appliquer et la participation de la SNCF au capital de la future compagnie. Pour le système de réservation, il est décidé d’utiliser le réseau Télex auquel est déjà raccordé l’ordinateur de la CGTM. Afin qu'une grande partie du territoire soit couverte, les gares et les bureaux de tourisme SNCF sont équipés. La création de cette nouvelle société impliquant une participation de la SNCF dans son capital, il reste à en déterminer le niveau. Au 31 décembre 1975, les comptes de la CGTM faisaient apparaître un total de 85 millions de francs de pertes. La compagnie ferroviaire a toutefois demandé que les comptes de la société soient au préalable apurés en vue l’augmentation de capital à laquelle elle est appelée à participer. Pour cela, l’assainissement de la situation financière est réalisé au moyen d’une réduction du capital et grâce à un abandon de créances effectué par la CGM. Le capital, réduit dans un premier temps à 8,25 millions, est ensuite porté à 80 millions de francs. L’augmentation de capital est souscrite par la SNCF et la CGM, cette dernière rachetant au passage les actions possédées par la Transat. Au terme de ces transactions, le capital se répartit entre les deux actionnaires à la hauteur de 75 % pour la CGM et 25 % pour la SNCF,.
Après examen des textes et du cahier des charges par le Conseil d’État, la convention est signée le 31 mars 1976 et approuvée par décret le 6 mai. Cette décision gouvernementale se traduit par une simple nationalisation de la CGTM. La compagnie prend le nom de Société nationale maritime Corse-Méditerranée (SNCM). Le sigle évoque la présence de la SNCF et le logo celle de la CGM. La dénomination de SNCM était suggérée dès septembre 1975 par la CGTM, alors que les services de l’État proposaient plutôt « Compagnie maritime continent-Corse ». Une assemblée générale extraordinaire des actionnaires ramène le capital de la société à 8 250 000 francs de pertes, et donne tous pouvoirs au conseil d'administration pour le porter à 200 millions de francs,.

### 1976 - 1989: les Trains des mers

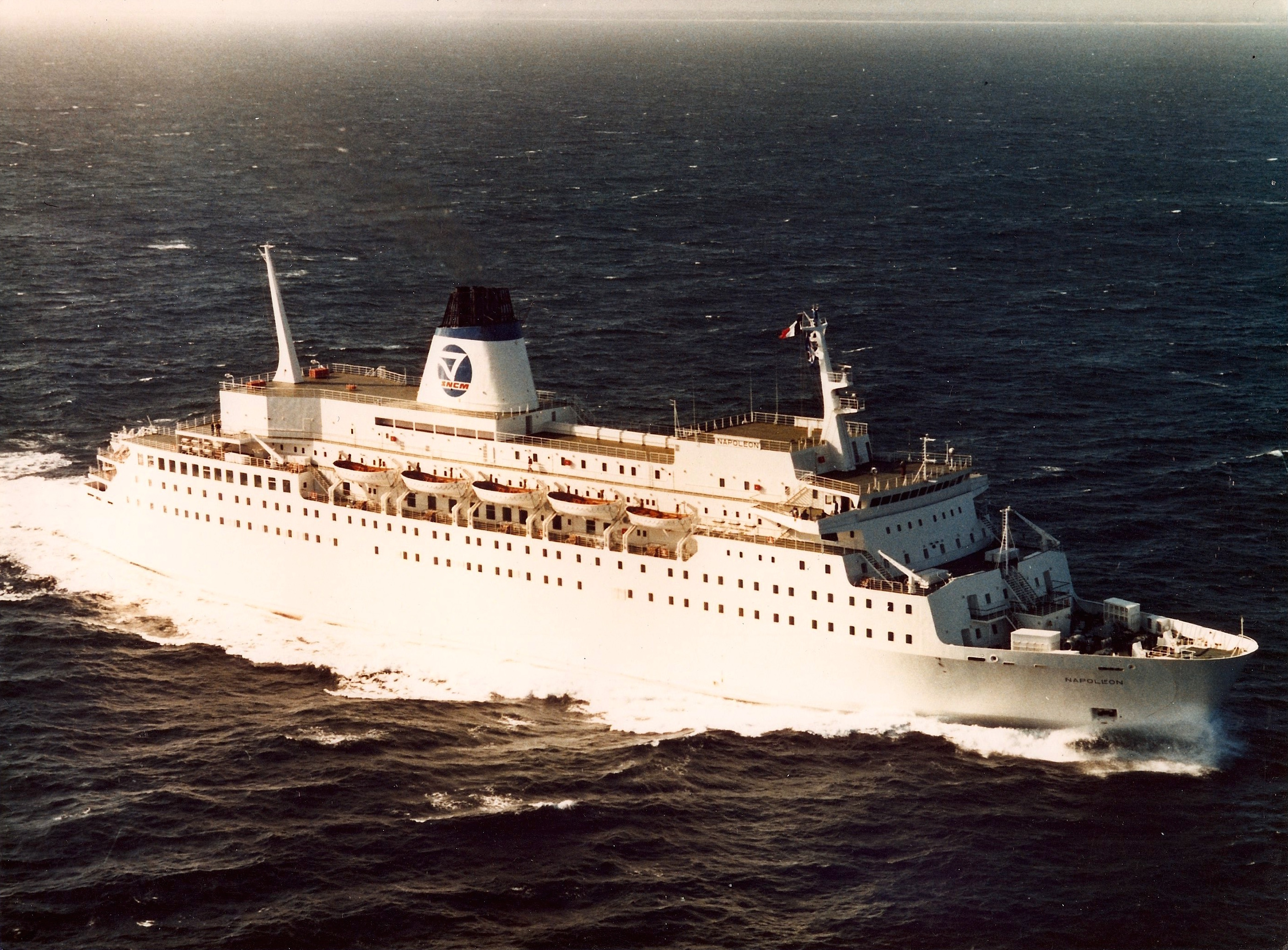
Le Napoléon de 1976 sera le navire emblématique de la SNCM pendant plus de 10 ans.
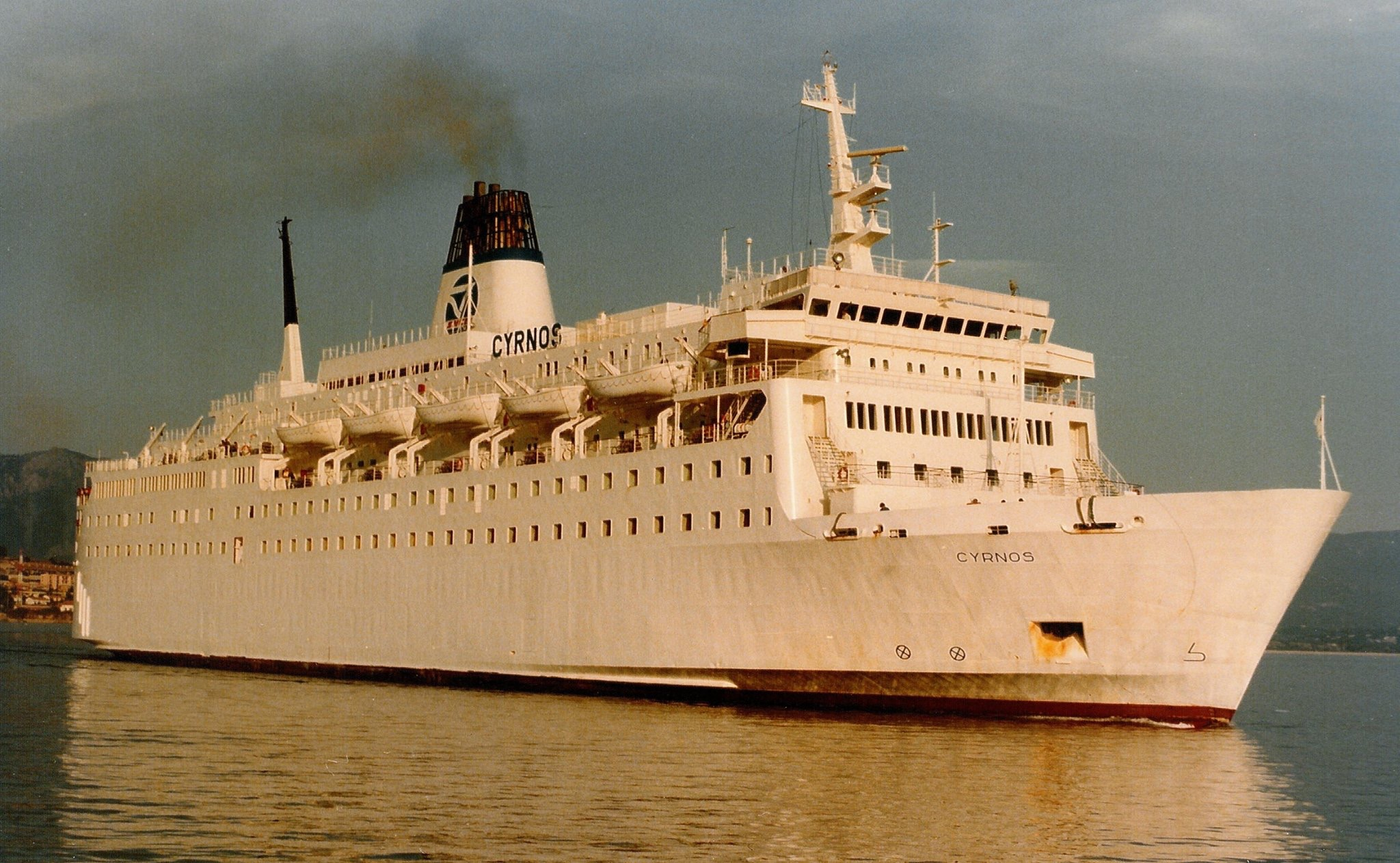
Le Cyrnos dans son état initial. Le navire sera allongé de 20 mètres en 1990.
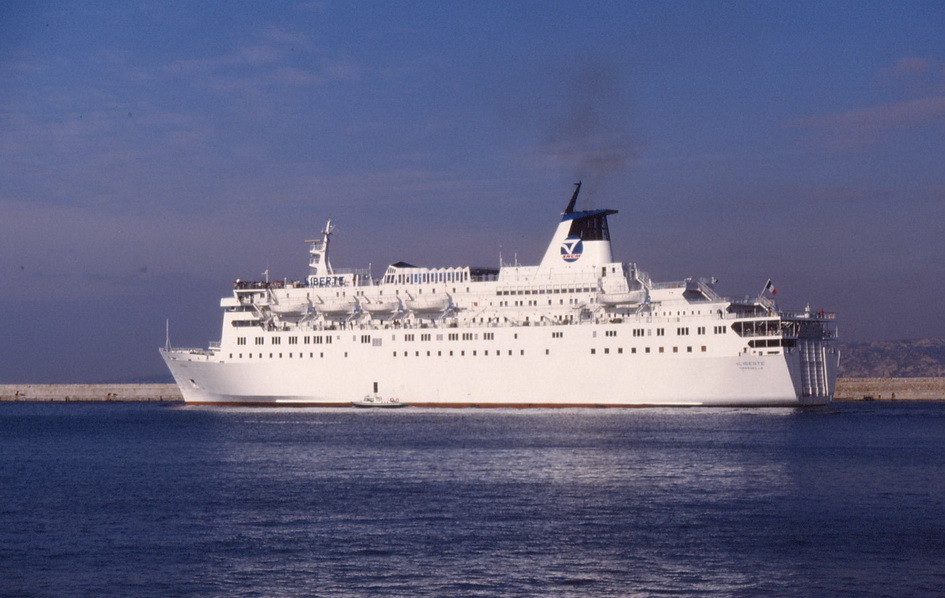
Le Liberté sera le premier navire de la SNCM spécialement conçu pour les lignes du Maghreb. Tout comme le Cyrnos, il sera allongé en 1991.

L'année 1980 voit également la sortie de la flotte des anciens navires Fred Scamaroni, désarmé depuis l'arrivée du Cyrnos, et Monte Cinto qui était affrété par La Méridionale depuis 1978.

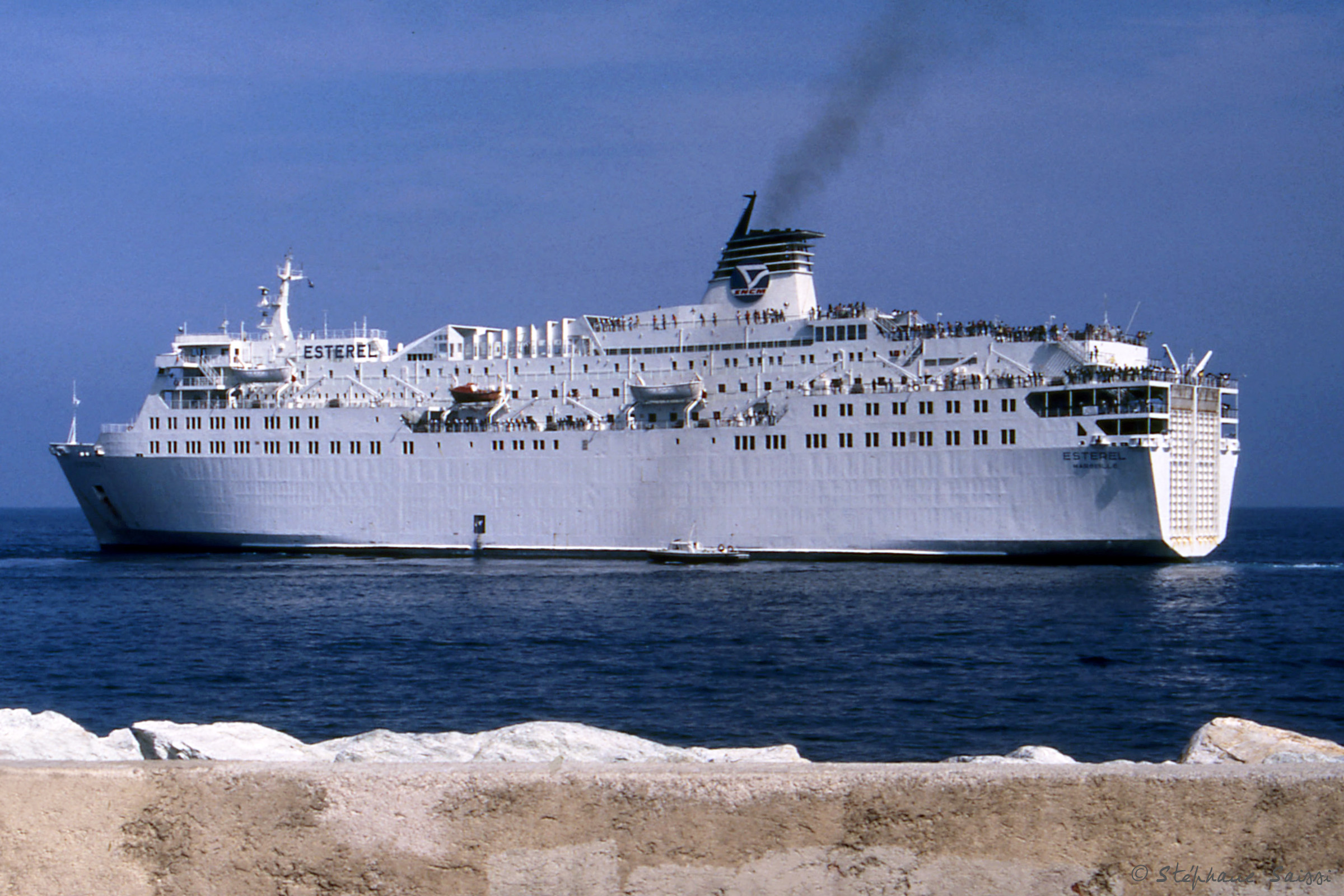
L’Estérel et son jumeau, le Corse, seront principalement positionné sur les lignes au départ de Nice.

En mai 1981, le nouveau car-ferry Estérel remplace l'ancien Corse sur les lignes de Nice. Également conçues sur le principe des trains des mers, ses installations reprennent le concept expérimenté sur le Cyrnos et le perfectionne. La SNCM arrête également l'exploitation des cargos La Durance et Monte d'Oro qui sont également vendus. La compagnie acquiert aussi deux cargos rouliers d'occasion, le Saint-Rémy entre 1983 et 1986 et le Saint-Clair, qui sont frétés à Sudcargos, filiale du groupe.

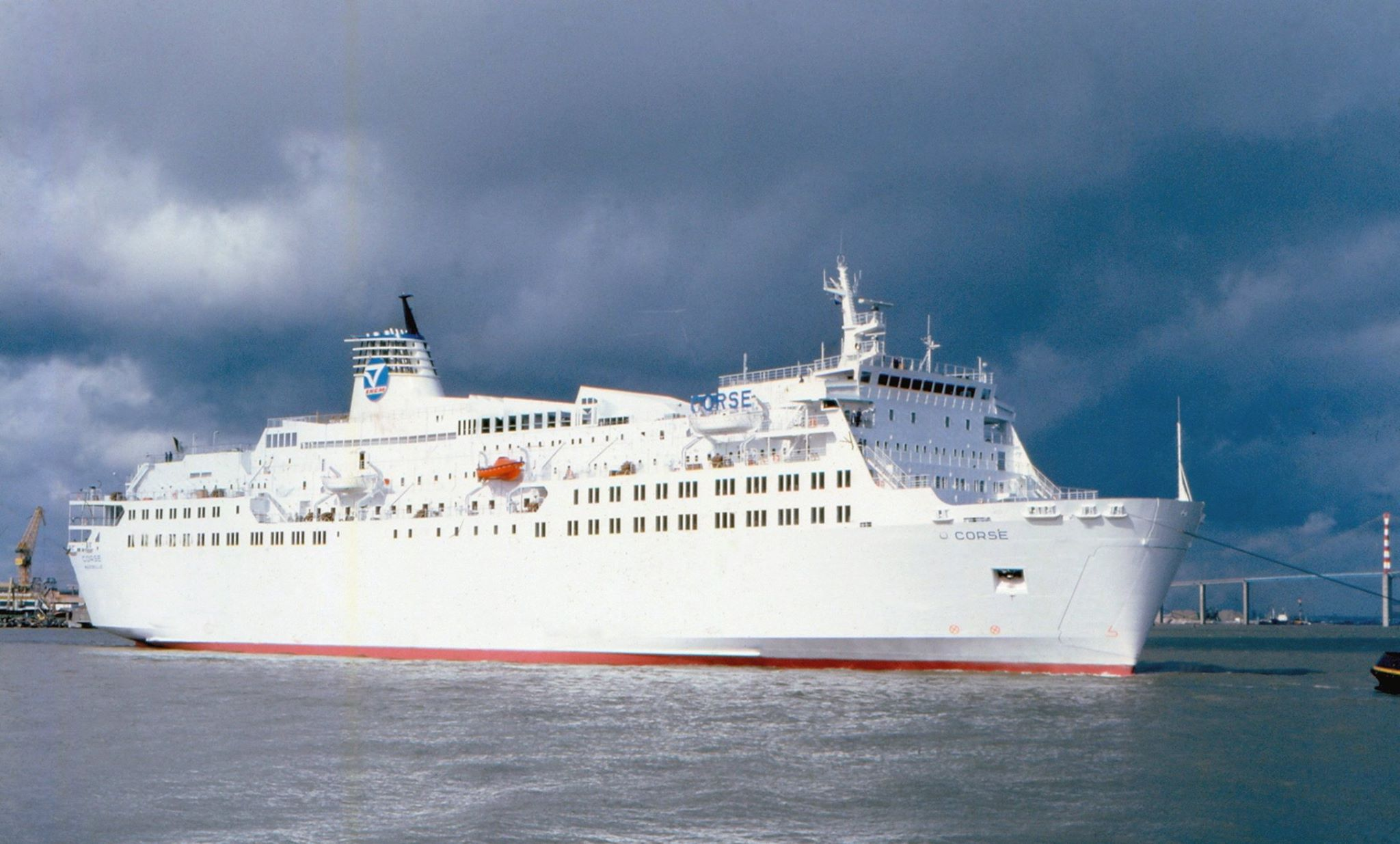
Le Corse, sister-ship de l‘Estérel, entre en exploitation en 1983.

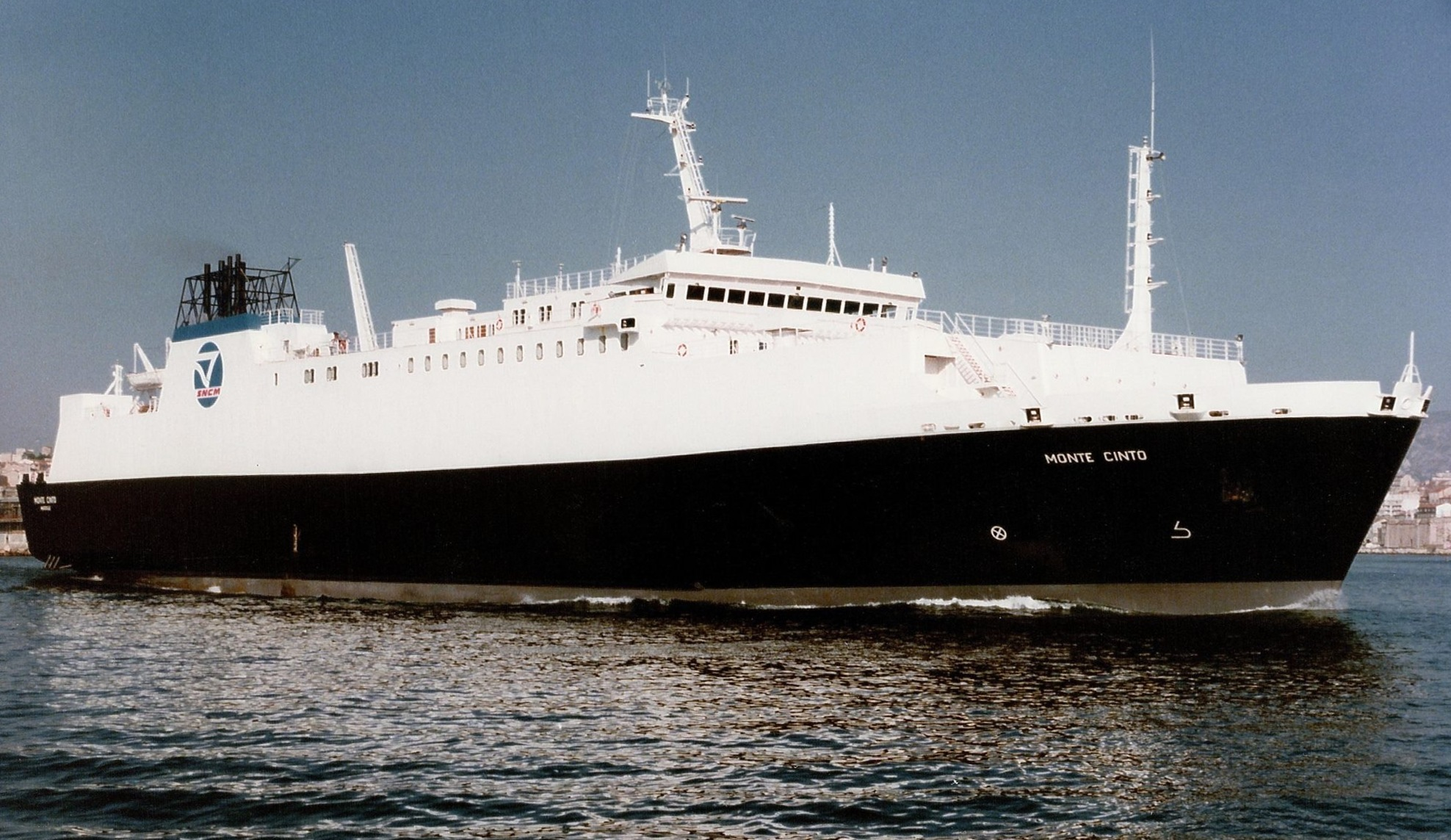
Le Monte Cinto dans sa configuration initiale. Il sera transformé en 1987 pour accueillir des passagers.

Parallèlement, la SNCM poursuit le développement de sa flotte de rouliers. Afin d'absorber plus efficacement le trafic fret transitant vers la Corse, la compagnie réceptionne en 1984 le Monte Cinto, conçu comme une version améliorée du Monte Stello.

### 1989 - 2001: le «Plaisir de la traversée»

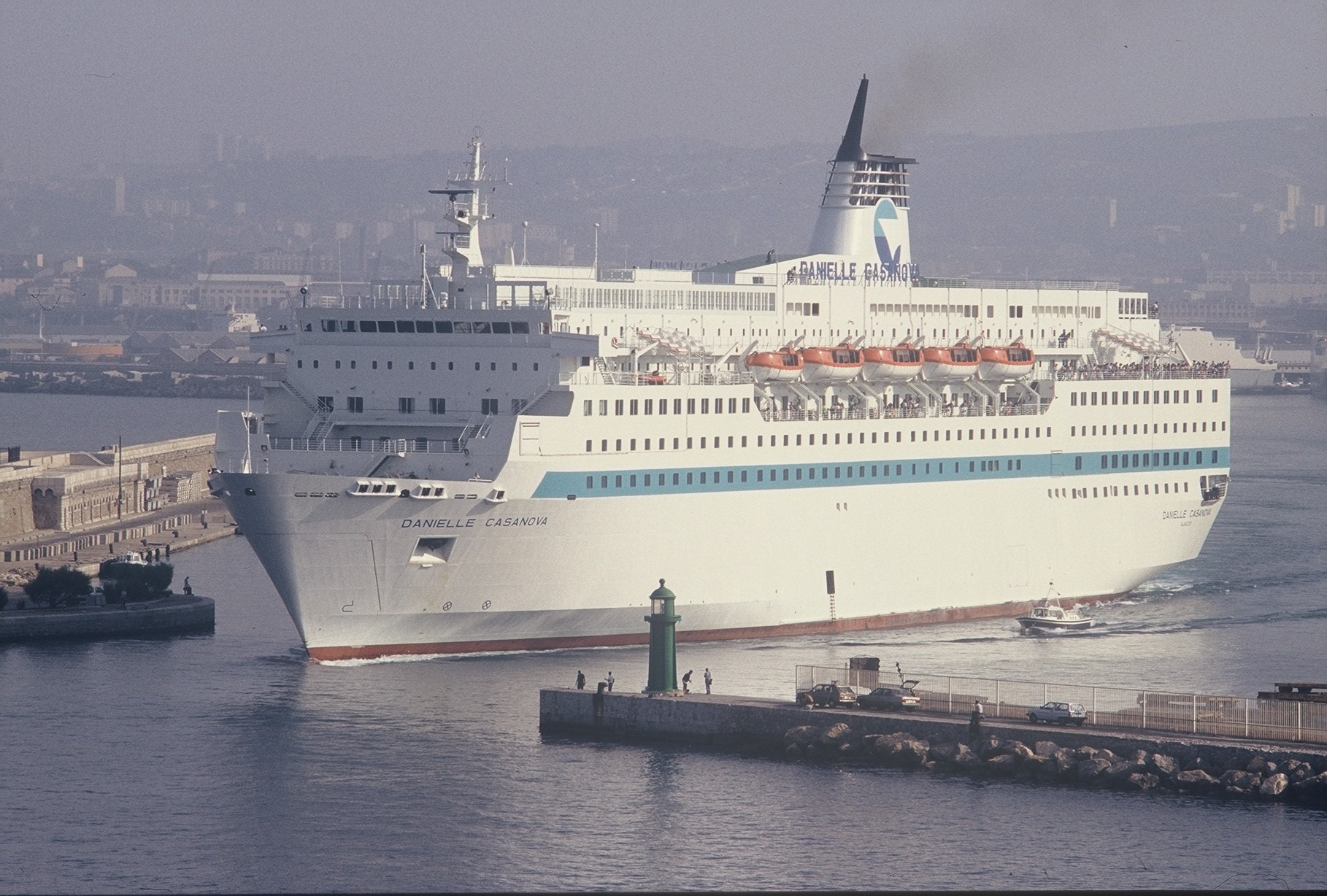
Le Danielle Casanova est à sa mise en service le plus grand car-ferry naviguant en Méditerranée.

Le roulier L‘Ardèche est vendu en décembre 1988 et le Provence est remplacé en 1989 par le car-ferry Danielle Casanova doté d'une capacité de 2 780 passagers et de 800 véhicules. Mis en service entre Marseille, Toulon et la Corse, il est le nouveau fleuron de la SNCM et alors le plus grand car-ferry de la Méditerranée,.

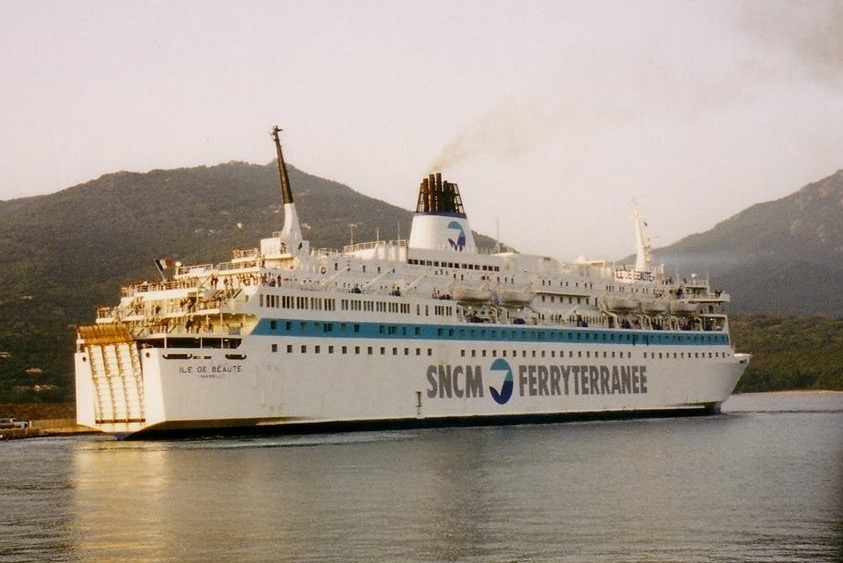
L‘Île de Beauté (ex-Cyrnos) après ses travaux d'agrandissement.

Au cours des hivers 1989-1990 et 1990-1991, les entreprises Compagnie marseillaise de réparation et Sud Marine opèrent donc deux jumboïsations sur le Cyrnos et le Liberté. Après son agrandissement, le Cyrnos est renommé Île de Beauté. En 1990 est aussi créée Corsica Marittima, filiale à 95 % de la SNCM, qui assure les rotations entre la Corse et l'Italie avec les navires de la SNCM. Entre-temps, la SNCM adopte un nouveau logo qui demeurera l'emblème de la compagnie jusqu'à sa disparition. En 1990, à l'occasion de la mise en service du Danielle Casanova un an plus tôt, les ferries de la compagnie se voient parés d'une nouvelle livrée, des lignes bleu turquoise viennent border les hublots des cabines et le logo de la compagnie ainsi que le nom commercial « Ferryterranée » adopté en 1988 sont peints en grand sur les flancs des navires. Les navires mixtes conservent quant à eux leur livrée originale noire en plus du logo ajouté sur la coque,.
Le nouveau cargo roulier mixte Monte d'Oro, construit aux ACH, et remplaçant le roulier 'L'Aude, vendu en 1992, entre en service sur les lignes corses de la compagnie le 22 juillet 1991. Son succès, couplé à l'augmentation croissante du nombre de remorques transitant vers la Corse, amènera à la commande d'un deuxième navire mixte. En 1991 également, la convention entre la SNCM et l'OTC est renouvelée pour la période allant de 1991 à 1996.
La SNCM francise en septembre 1991 le roulier Sainte-Baume, construit en 1979, qui est mis en service en janvier 1992 sur la ligne Marseille - Tunis en remplacement du Saint-Clair incendié en août 1990. Le Sainte-Baume quittera la flotte en 1993.

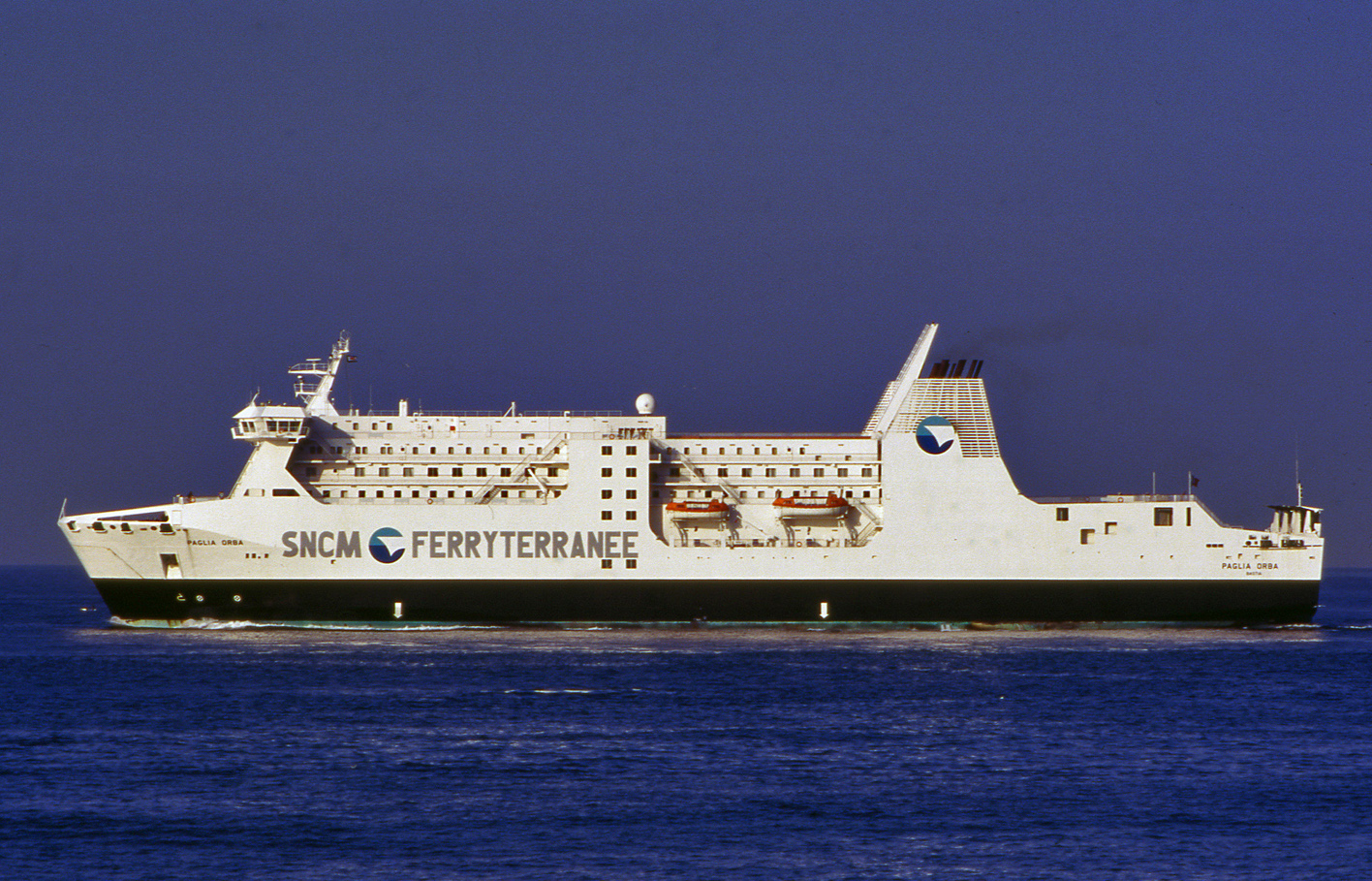
Le Paglia Orba, deuxième navire mixte de la compagnie.

Les traversées de nuit vers la Corse depuis Marseille et Toulon, qui sont l'axe principal de la compagnie, sont principalement assurées à cette époque par les car-ferries Danielle Casanova, Île de Beauté et Napoléon. Ce dernier se révélant obsolète en 1993, la compagnie fixe donc son remplacement pour 1996. Le 24 février 1994, la commande d'un nouveau navire, est passée aux Chantiers de l'Atlantique pour une livraison en 1996.

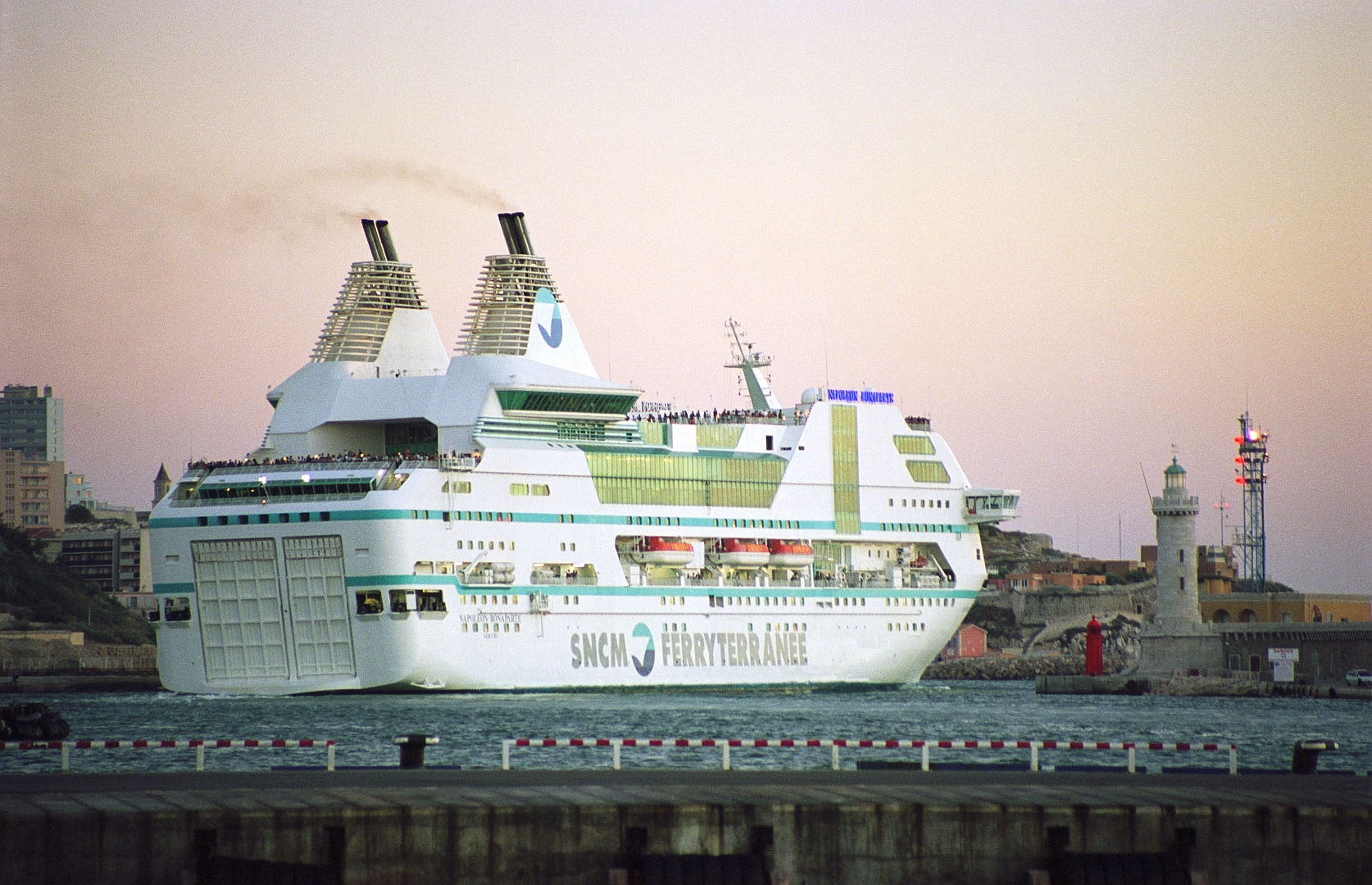
Le cruise-ferry Napoléon Bonaparte sera le navire-amiral de la SNCM jusqu'à sa vente en 2014.

Ce nouveau navire est le cruise-ferry Napoléon Bonaparte, qui entre en service au mois d’avril 1996. D'une capacité de 2 650 passagers et de 708 véhicules, il est le nouveau navire amiral de la SNCM et remplace le Napoléon qui est transféré à temps plein sur les lignes du Maghreb,. L'apport de ce cruise-ferry n'est pas la seule nouveauté de l'année 1996 qui voit également l'arrivée des navires à grande vitesse NGV Asco et son sister-ship NGV Aliso, d'une capacité de 530 passagers et 150 véhicules transportés à la vitesse commerciale de 37 nœuds (soit 60 km/h) sur les lignes entre Nice et la Corse,. La mise en service des NGV conduit à la sortie de flotte de l‘Estérel qui est vendu en février 1997. L'année 1996 est également le théâtre d'un évènement sans précédent sur les lignes reliant le continent français à la Corse avec l'arrivée de la compagnie privée bastiaise Corsica Ferries sur les liaisons entre Nice et la Corse avec des NGV présentant des caractéristiques voisines à celles des navires opérés par la SNCM. Pour la première fois, la compagnie est concurrencée sur les lignes de la continuité territoriale par un armateur privé.
En 2000, la compagnie capte 82 % des parts de marché entre les ports français continentaux et la Corse,
la flotte SNCM est alors composée de :
- six car-ferries : le Napoléon Bonaparte et le Danielle Casanova placés toute l'année sur Marseille/Toulon - Corse, l'Île de Beauté venant en renfort de ces deux navires en saison, le Corse, effectuant les lignes Nice - Corse en saison et du Maghreb hors saison, le Liberté et le Napoléon, desservant toute l'année les lignes du Maghreb ;
- quatre navires mixtes : les Paglia Orba, Monte d'Oro, Monte Cinto et Monte Rotondo, assurant toute l'année le transport des marchandises et des passagers sur Marseille - Corse.
- trois navires à grande vitesse : les NGV Asco, NGV Aliso et NGV Liamone, placés sur Nice - Corse en saison.

### 2001 - 2005: Fin du monopole et mise en place de la DSP
Mais la présence de Corsica Ferries à Nice depuis 1996 pose le plus de problème, car elle soulève la question de la compatibilité de sa présence avec le service public. En effet, selon la réglementation européenne, la justification de celui-ci étant la carence ou l’insuffisance de l’initiative face à un besoin essentiel, il apparaît légitime d’envisager le veto de Bruxelles à son maintien sur les lignes de Nice. D’autre part, la présence d’une concurrence au service public incite les élus à envisager des contreparties financières si elle est soumise à des obligations minimales de service. Enfin, la durée de concession fait débat entre les préconisations de l’OTC souhaitant la porter à dix ans et les propositions de la Commission européenne la fixant à cinq.
Le cadre général de l’organisation maritime proposé par la collectivité territoriale va évoluer au gré des avis de Bruxelles. Au départ est proposé un morcellement en trois appels d’offres distincts, deux depuis Marseille vers les ports principaux et secondaires et un troisième depuis Nice. Il sera préconisé par la suite un seul appel d’offres pour le service hors saison des passagers et du fret par cargos au départ de Marseille ; toutes les autres lignes, considérées comme un service complémentaire, étant ouvertes à toutes les compagnies et financées par une aide aux passagers remplaçant l’enveloppe globale. Cette distinction faite entre ces deux services est rejetée par Bruxelles qui réclame une offre globale et refuse toute subvention à l’unité transportée, estimant que le droit communautaire ne saurait s’accommoder d’un service public à plusieurs niveaux sur une même desserte.
Par conséquent, un seul candidat sera admis à desservir les lignes subventionnées au titre du service public entre les ports corses et Marseille. Pour les lignes de Toulon et Nice, où la concurrence est déjà installée ou sur le point de l’être, un mécanisme d’aide sociale calqué sur le modèle du service aérien appliqué depuis janvier 2000 peut être mis en place dans le respect de la réglementation européenne.
C’est sous cette nouvelle configuration qu’est adopté le 23 novembre 2000 par l’assemblée territoriale de Corse le cahier des charges de la future DSP. Il prévoit sur Marseille un service « de base », passagers et fret, valable toute l’année, ainsi qu’un service « complémentaire » pour les passagers durant les périodes d’été et de vacances scolaires. Ainsi sur Bastia et Ajaccio, une rotation quotidienne est imposée pour les passagers et six rotations par semaine pour le fret. Sur les autres ports de l’île, un minimum de trois rotations par semaine est requis. L’appel d’offres définit également les tarifs et les capacités offertes. Sur Nice et Toulon, le service est ouvert à la libre concurrence, avec un système d’aide aux passagers de type social pour les compagnies qui respectent des obligations de service public « au niveau le plus faible possible » selon les termes de la Commission européenne. Le montant de cette aide est fixé à 100 francs (15 euros) par passager. Ce vote laisse une marge réduite, de trois à six mois, aux candidats pour postuler, mais une période transitoire d’un an est prévue dans la convention pour laisser le temps au concessionnaire d’adapter la flotte au cahier des charges. Celui-ci prévoit notamment que les cargos mixtes, sur les ports principaux, aient une capacité de 500 places, ce qui nécessitera des transformations sur le Paglia Orba.
Le 2 février 2001, le dispositif de la desserte de Toulon et Nice est adopté par la CTC. Les catégories de bénéficiaires de l’aide sociale sont identiques à celles qui ont été définies pour la desserte de Marseille. Dans le cadre des OSP, les fréquences de rotation sur Nice sont définies de la manière suivante : un départ minimum par semaine de novembre à mars, trois par semaine du 1er avril au 31 octobre et six pendant les onze semaines d’été. Les obligations sur Toulon se limitent à un départ minimum par semaine du 1er avril au 31 octobre.
Pour gagner l’appel d’offres de Marseille, Corsica Ferries comme la SNCM ont décidé de renforcer leur flotte. 2001 va ainsi marquer un tournant dans le trafic maritime vers la Corse depuis la France continentale avec Corsica Ferries qui met en service le Mega Express et le Mega Express Two, deux ferries rapides jumeaux de grande capacité capables de naviguer à une vitesse dépassant les 27 nœuds. Ainsi, la SNCM, la CMN et l’armateur au pavillon italien vont proposer 3,4 millions de places (+32 % par rapport à l’année précédente) contre 2 millions dix ans auparavant. Comme il n’y aura qu’un seul élu, une des deux flottes mise en place devra alors se déployer sur Toulon et Nice.
À la date d’expiration, l’OTC n’enregistre qu’une seule offre, la candidature commune de la SNCM et la CMN. Corsica Ferries, qui avait annoncé sa candidature, a déposé une simple enveloppe dans laquelle elle souhaite faire connaître sa légitimité. Elle choisit de privilégier Toulon. Après une contestation de l’appel d’offres devant la justice par cette même compagnie, invalidée par le Conseil d’État, la SNCM et la CMN peuvent signer le 8 décembre 2001 avec la collectivité territoriale et l’Office des transports la convention de délégation de service public pour une durée de cinq ans. Cette convention permet à la compagnie d’engager sur la Corse quatre cargos mixtes et deux car-ferries.
En 2000, la SNCM venait d’établir, pour la deuxième année consécutive, un nouveau record historique avec 100 000 passagers en plus en un an, toutes lignes confondues, dont 5,8 % de passagers sur la Corse. Mais si le chiffre d’affaires est en hausse, le résultat net est négatif, car plombé par la forte hausse des carburants. D’autre part, le gel des tarifs depuis trois ans est venu enrayer le succès commercial. En outre, la compagnie doit désormais affronter une situation nouvelle, avec un contrat de service public limité et dont la rémunération est en baisse alors que le contexte concurrentiel est de plus en plus fort. Pour faire face à cette nouvelle donne, l’entreprise doit élaborer un projet industriel lui permettant d’assurer son équilibre économique et d’être concurrentiel. Mais n’étant pas en mesure de combler les pertes passées et de financer de nouveaux investissements, la direction sollicite l’aide de l’État. Ce nouveau projet industriel, établi sur cinq ans et élaboré en concertation avec les autorités de tutelle et les représentants du personnel, est basé sur la recherche de voies de développement complémentaires et sur le resserrement de l’entreprise. Ce volet se traduit par la réduction du personnel, sans licenciements secs, de la flotte qui passe de treize à onze navires avec la vente des car-ferries Napoléon et Liberté, des activités sur Nice et Toulon et l’abandon des lignes depuis l'Italie. Quatre axes sont privilégiés, le contrat de service public, la desserte depuis Nice par NGV, le développement du trafic vers le Maghreb, la diversification des activités annexes, et notamment touristiques.
Même si l’activité de la SNCM va se réduire, il n’est pas question pour autant de modifier fondamentalement la structure de l’entreprise. Afin de rétablir le niveau des fonds propres de l’entreprise et pour contribuer au financement de la restructuration et du repositionnement de la SNCM, le projet d’entreprise intègre une dotation en capital de 76 millions d’euros, dont la mise en œuvre par l’État (en contrepartie d’un effort de compétitivité) nécessite l’aval de la Commission européenne. Cette dotation en capital tient compte des pertes sur le service public lors de la précédente convention et des coûts de restructuration de la compagnie. En parallèle, en quête de fonds propres et afin de diminuer son endettement, la SNCM vend en plus de deux navires l’immeuble boulevard Schumann qui abrite les services techniques et le siège de Sudcargos. L’entreprise arrive à un tournant de son histoire. Elle doit passer d’une activité quasi monolithique, la desserte de la Corse dans le cadre du service public, à une plus grande diversification, concurrence sur Nice et Toulon, desserte du Maghreb et activités touristiques grâce aux cruise-ferries.
Le 21 décembre 2001, le conseil d’administration valide ce projet, conditionné par l’accord de Bruxelles. Cette recapitalisation, ne pouvant être renouvelée, doit permettre à la compagnie de repartir sur des bases pérennes. L’Europe donne son accord le 9 juillet 2003 pour une recapitalisation à hauteur de 66 millions d’euros dans l’immédiat et 10 millions supplémentaires sous conditions. En contrepartie, la SNCM doit céder certains actifs ainsi que ses participations dans des secteurs jugés non stratégiques, limiter sa flotte à onze navires, ne pas la renouveler avant 2006 et appliquer un encadrement de sa politique tarifaire afin de ne pas entrer dans une guerre des prix avec la concurrence. Elle se sépare ainsi du Southern Trader (ex-Sainte Baume) appartenant à sa filiale (à 100 %) la SMIP, des 40 % dans le capital de la SoMeCa, des 13 % dans Amadeus France (Compagnie de réservation de voyages), des 6,8 % détenus dans la CCM et des 5 % dans la société civile immobilière Schumann. Le processus de recapitalisation peut se réaliser à la suite de la signature de l’accord global entre la direction et les représentants du personnel. Le 14 novembre 2003, la CGMF souscrit 66 millions d’euros d’actions en numéraires, portant sa participation dans la SNCM à hauteur de 93,02 %, celle de la SNCF revenant à 6,98 %.

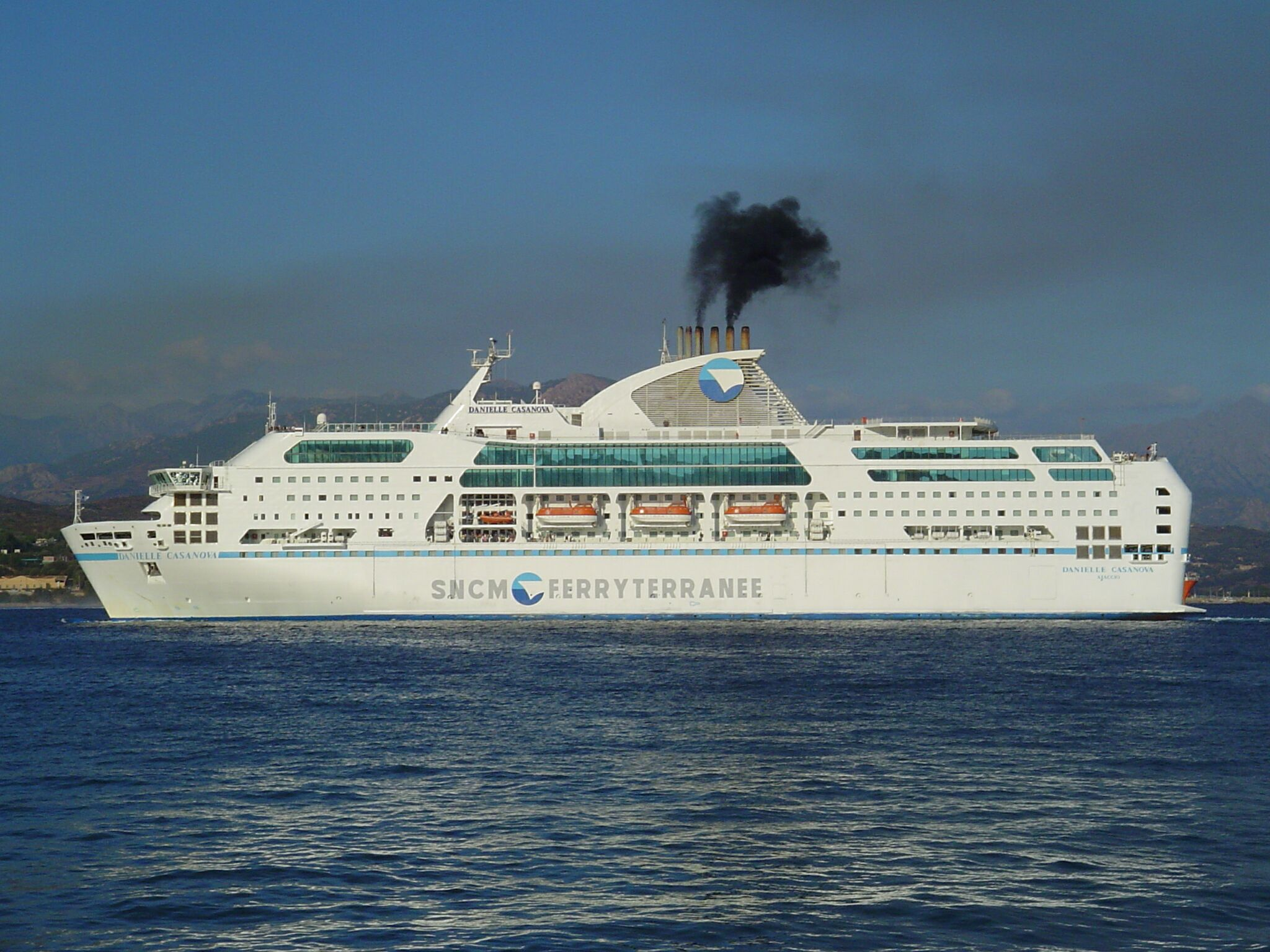
Le Danielle Casanova de 2002, second cruise-ferry de la SNCM.

L'année 2002 voit à la fois le début de la nouvelle desserte de la Corse et l’entrée en application du projet industriel de la SNCM. Cette année est également marquée par l'entrée en flotte d'un nouveau cruise-ferry inspiré du Napoléon Bonaparte mis en service entre Marseille et la Corse, il s'agit du Danielle Casanova, construit par les chantiers italiens Fincantieri d'Ancône.
Le développement vers le Maghreb va obtenir jusqu’en 2005 les résultats escomptés, grâce à l’ouverture de nouvelles lignes depuis l’Espagne, notamment en 2002 et 2003 avec le NGV Asco au départ d’Almeria vers Ghazaouet puis Oran. Cette expérience devra cependant être interrompue en raison de la vente du NGV Aliso, entraînant le retour de son jumeau sur la Corse en 2004. D’anciennes lignes vont également être rouvertes au départ de Marseille vers Oran, Skikda, Béjaïa ou encore Annaba. Cette extension du réseau a été possible grâce à l’affectation à plein temps de l’ex-Danielle Casanova devenu Méditerranée, rehaussant l’offre, et renforcé en saison par l’Île de Beauté et le Corse, puis le nouveau Danielle Casanova. Il est à souligner que ce développement a pu s’opérer grâce à un accord conclu avec l’ENTMV, permettant l’élaboration d’horaires communs et l’interchangeabilité de la billetterie. Enfin, si la SNCM a décidé d’intensifier sa présence sur le réseau du Maghreb, cela se traduit également par une amélioration substantielle du service offert à bord. Ainsi, l’ancienne classe économique est remplacée par la classe espace qui permet l’ouverture de l’ensemble du navire à tous les passagers.
Tous ces efforts permettent à la SNCM de voir ses résultats sur le Maghreb en constante progression entre 2002 et 2005. Dès la première année, la SNCM enregistre sur l’Algérie une augmentation de 32 % pour les passagers et 48 % pour les véhicules. En 2005, pour la première fois de son histoire, le chiffre d’affaires de l’activité passagers et véhicules des lignes de l'Afrique du Nord dépasse celui de la Corse (51,7 % contre 45,8 %).
Si le réseau international rencontre le succès, il ne va malheureusement pas en être de même pour le réseau concédé. Au début des années 2000, la fréquentation sur la Corse est en croissance significative, conséquence du temps libre résultant des 35 heures et de la baisse relative du prix des transports maritimes. Cette évolution est le résultat de profondes modifications de l’offre et de son dynamisme, induit en partie par le changement du cadre concurrentiel de la desserte. C’est dans ce contexte qu’entre en application le projet industriel sur la Corse. Il se traduit par une stabilité des fréquences des liaisons depuis Marseille, majoritairement de nuit, un allégement de celles au départ de Nice, essentiellement de jour, et une forte réduction des liaisons depuis Toulon. Marseille voit une activité plus soutenue des cargos mixtes et une baisse de celle des car-ferries, avec un service 7 jours sur 7 sur Bastia et Ajaccio à partir de juin 2002.

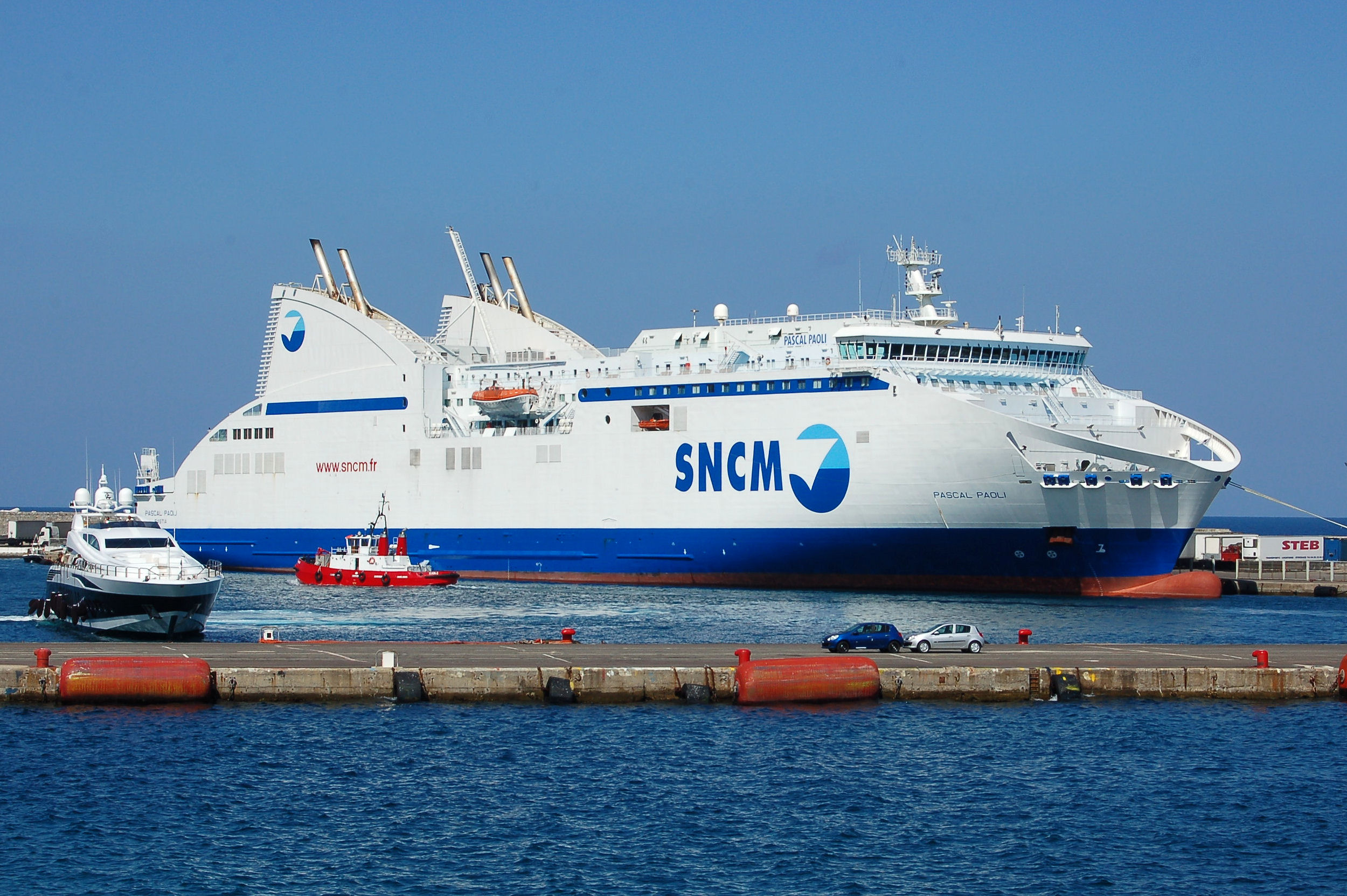
Le Pascal Paoli premier navire de la compagnie à arborer la nouvelle livrée.

En 2003, l'État procède à une augmentation de capital par l'intermédiaire de la CGM pour sauver l'entreprise qui perd des parts de marchés et est en déficit. En contrepartie, la Commission européenne impose des cessions d'actif, dont une partie de la flotte. La SNCM représente alors 54 % des parts de marché sur les liaisons France continentale - Corse. Un nouveau navire entre également en service, il s'agit du navire mixte Pascal Paoli qui remplace le Monte Rotondo. Le Pascal Paoli est le premier navire de la flotte à arborer la toute nouvelle livrée de la compagnie, les lettres du logo SNCM sont peintes en bleu foncé, le nom commercial Ferryterranée disparaît, et les bandes bleu turquoise que les navires arborent le long des rangées de hublots deviennent elles aussi bleu foncé, enfin, les navires mixtes voient leurs coques noires virer également au bleu foncé, à partir de 2006, tous les navires de la SNCM arboreront la nouvelle livrée. En 2003, la société a réalisé un résultat courant avant impôts de - 7 100 000 d'euros. Le chiffre d'affaires s'est élevé à 371 900 000 d'euros, dont 254 100 000 d'euros de recettes clientèle, 72 800 000 d'euros de subventions. Les charges d'exploitation se sont élevées à 370 700 000 d'euros. Le résultat financier, - 8 300 000 d'euros, a pesé sur le résultat courant.
Jusqu’en 2003, malgré une offre en retrait, conformément au contrat de DSP, la SNCM réussit à stabiliser ses trafics. Mais elle connaît une chute à partir du premier semestre 2004, « année noire » selon la direction elle-même, et perd sa position de leader au profit de Corsica Ferries. Le développement de l’activité du Maghreb ne permet pas de compenser la perte de 26 % du nombre de passagers acheminés sur la Corse. Ce résultat est amplifié par des facteurs conjoncturels dont la hausse des carburants, mais elle résulte également d’un développement important de l’offre concurrente sur Toulon, entraînant une baisse du prix du passage et un déplacement de la clientèle. De plus, en 2004, le Syndicat des travailleurs corses (STC) mène une grève pendant deux semaines pour obtenir une augmentation des salaires et le principe de « corsisation » des emplois. L'accord conclu avec la direction de la SNCM prévoit d'une part une forte augmentation de la « prime d'insularité » pour les employés résidant en Corse et d'autre part une priorité à l'embauche pour les Corses (qui représentent 800 employés sur un effectif total de 2 400). Cet accord, contesté par les autres syndicats et de nombreux partis politiques, a été validé par les services du Premier ministre Jean-Pierre Raffarin, considérant qu'il s'agissait d'un rééquilibrage. En raison de ses chiffres particulièrement dégradés, la compagnie doit réduire de manière importante ses coûts de production. C’est ainsi qu’au début 2005, conséquences d’un plan de restructuration demandé par l’État, elle décide de céder sa participation dans sa filiale Sudcargos et de se séparer du NGV Asco. Ce type de navire consommant du carburant raffiné au lieu du fioul est particulièrement affecté par l’explosion du prix du pétrole brut et de nombreuses compagnies en Méditerranée mettent un terme à leur exploitation. Il est cependant exclu d’abandonner Nice où le NGV Liamone est maintenu et exploité en majorité sur la Balagne, en aménageant son service en fonction de la hausse du prix des soutes. Cette dégradation des comptes se poursuit durant l’année 2005, liée en grande partie aux mauvais résultats enregistrés sur la Corse, alors que ce marché est de nouveau en croissance. Le résultat net est fortement déficitaire.

### 2005 - 2016: de la privatisation au dépôt de bilan
En novembre 2008, Butler Capital Partners a annoncé avoir cédé ses parts de la compagnie à Veolia Transdev. Véolia est donc désormais actionnaire majoritaire avec 66 % du capital. En 2008, la compagnie ne détient plus que 33 % des parts de marché sur les liaisons continent - Corse.
Lors de la saison estivale 2012, la SNCM exploite 9 navires :
- six car-ferries : le Napoléon Bonaparte et le Danielle Casanova, effectuant des traversées vers la Corse au départ de Marseille et occasionnellement la Sardaigne et le Maghreb pour le second, le Méditerranée, affecté principalement à la desserte du Maghreb , mais effectue quelques traversées vers Porto-Vecchio en saison, l‘Île de Beauté, affecté sur la desserte de la Corse au départ de Toulon et le Corse déployé sur Nice - Corse en saison et Toulon - Corse hors saison.
- quatre navires mixtes : le Jean Nicoli effectuant la ligne Marseille - Porto-Vecchio en saison et Marseille - Ajaccio hors saison, le Pascal Paoli affecté toute l'année sur Marseille - Bastia, le Paglia Orba affecté sur Marseille - Ajaccio en saison et Marseille - Porto-Vecchio hors saison et le Monte d'Oro desservant le port de L'Île-Rousse au départ de Marseille et de Nice.

Un premier coup dur touche la SNCM dans la nuit du 27 octobre 2012 face aux vents violents qui soufflaient sur la cité phocéenne, les amarres du fleuron de la compagnie, le Napoléon Bonaparte ont cédé. Le cruise-ferry est allé heurter le quai à l’emplacement où il était initialement amarré, provoquant une brèche de 30 mètres dans la coque. Deux compartiments sont très vite inondés. Le navire a longtemps menacé de couler, mais soutenu par des remorqueurs, la quille est allée se poser au fond du port à une dizaine de mètres de profondeur. Heureusement, le bateau étant en hivernage, il n’y avait aucun passager à bord et seuls quelques membres d’équipage ont rapidement été secourus,,.

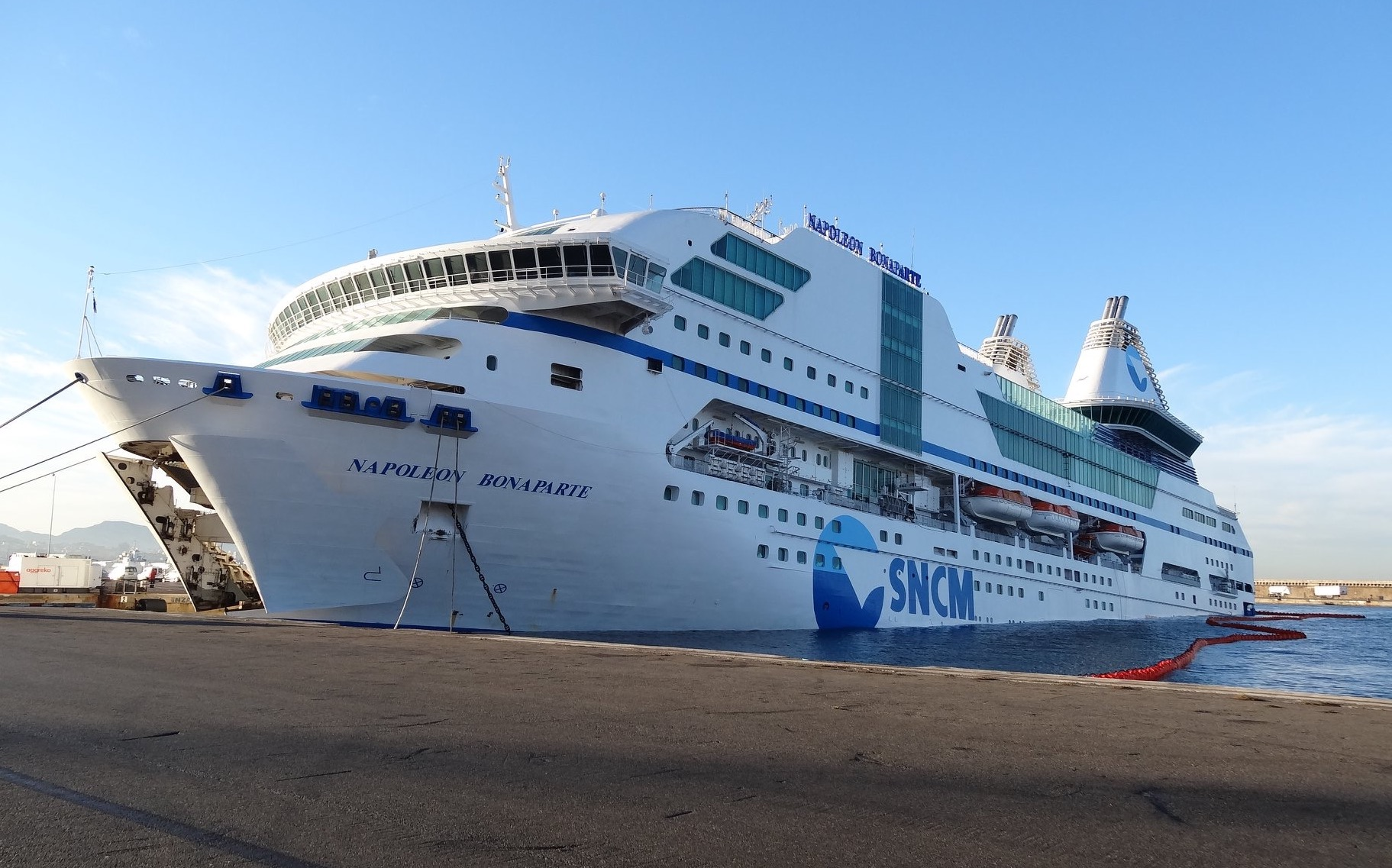
Le Napoléon Bonaparte échoué dans le port de Marseille après son accident.

À la suite de l'avarie du Napoléon Bonaparte, la SNCM doit trouver en urgence un navire à affréter, après avoir hésité sur plusieurs navires aux dimensions voisines, c'est finalement le cruise-ferry Excelsior propriété de la compagnie italienne Grandi Navi Veloci construit en 1999, qui est choisi. Long de 202,17 mètres et faisant plus de 39 777 tonneaux, il aura pour mission de remplacer le Napoléon Bonaparte pour la saison 2013. Le navire est mis en service d'abord sur les lignes du Maghreb puis sur la desserte alternative de la Corse et du Maghreb,.
Le Napoléon Bonaparte n'est pas le seul navire que la SNCM doit remplacer. En prévision de la vente de l'Île de Beauté, la direction doit trouver une autre unité devant lui succéder. La SNCM affrète alors à la compagnie grecque ANEK Lines le ferry El. Venizelos, mis en service en 1992 et affrété par de nombreuses compagnies notamment la CTN. L’El. Venizelos est affecté principalement sur les lignes du Maghreb en lieu et place du Méditerranée qui est redéployé sur les lignes Toulon - Corse. Outre ces changements, les autres navires de la compagnie conservent leurs affectations habituelles.
Le 2 mai 2013, la SNCM est sommée par la Commission européenne de rembourser 220 millions d'euros de subventions octroyée de 2007 à 2013 par la collectivité territoriale de Corse dans le cadre de la DSP dont la SNCM est tributaire. Jugées indûment perçues, ces aides avaient été versées pour compenser le service complémentaire assuré par le Napoléon Bonaparte et le Danielle Casanova durant l'été et contesté par le groupe Corsica Ferries. D’autre part, toujours en vertu de la réglementation européenne, la SNCM se voit rattrapée par son passé récent, à savoir les recapitalisations de 2002 et de 2005 lors de la privatisation de la compagnie. Ces recapitalisations ont été jugées comme des aides illégales de l’État, invalidant ainsi les décisions de la Communauté européenne de 2008,,. La SNCM est mise en demeure de restituer 220 millions supplémentaires, portant l'amende à 440 millions d'euros.
Indépendamment de ce contexte, en septembre 2013, à l'issue de la saison estivale, la SNCM met fin prématurément à l'affrètement de l’El. Venizelos à la suite de nombreux soucis techniques rencontrés lors de son exploitation. Cette décision entraîne une réduction des rotations vers le Maghreb pour la saison estivale 2014,.
Ainsi, l'entreprise réalise plus de 795 millions d'euros de pertes en 2013, mettant de ce fait la compagnie dans une très mauvaise situation financière, avec seulement 180 millions d'euros de chiffres d'affaires en moyenne par année.
En février 2014, contrairement à ce qui avait été annoncé après son accident, le Napoléon Bonaparte est cédé à la compagnie MSC, la SNCM n'ayant pas les fonds nécessaires pour financer la suite de ses réparations.
Le 7 mars 2014, un conseil de surveillance qui aurait dû être décisif pour l’avenir a lieu sous la présidence du ministre des transports Frédéric Cuvillier, il devait confirmer la commande de quatre navires mixtes aux chantiers navals STX France de Saint-Nazaire malgré l’attitude de l'actionnaire Véolia qui préférerait placer la compagnie sous la protection du tribunal de commerce pour échapper aux sanctions financières de la Commission européenne. Transdev, actionnaire majoritaire via Véolia, maintient son opposition totale à toute commande de nouveaux navires et affirme sa volonté d’une mise en procédure collective au tribunal de commerce en vue d’un dépôt de bilan. Les marins de la SNCM comprennent que les engagements récents ne seront pas tenus et qu’ils n’avaient été pris que pour gagner du temps, ils déclenchent une nouvelle grève d'une semaine à partir du 26 mars.
Le 12 mai, la direction de la SNCM est remaniée par le conseil de surveillance, Transdev reprend ainsi la main en écartant le président du directoire, Marc Dufour, favorable sur le plan industriel dont l’actionnaire majoritaire ne veut pas. Ce revirement, couplé à l’attitude de Transdev qui n’a jamais caché vouloir se désengager, engendre de vives réactions des syndicats, des politiques et des professionnels, surtout à Marseille où l’on craint de graves conséquences sociales, car la fin de la SNCM entraînerait la suppression d’environ 4000  emplois directs et induits. Cette crainte est d’autant plus forte que l’actionnaire principal considère que la meilleure solution est le dépôt de bilan.
Pour la saison 2014, outre l'ouverture d'une nouvelle ligne reliant Toulon à Porto-Vecchio assurée par le Méditerranée et la réduction des activités sur le Maghreb, les dessertes des navires restent inchangés. C'est cependant sans compter sur une troisième grève des marins déclenchée le 25 juin, coûtant 125 millions d’euros à l’économie insulaire, et provoquant de violentes réactions en Corse, où les socio-professionnels considéraient que l’île était prise en otage. Intervenant en pleine saison estivale, cette grève entachera gravement la réputation de la compagnie auprès des passagers.
Le calme rétabli à partir du 11 juillet, la direction de la compagnie ne cache pas sa volonté de déposer le bilan, présenté comme le meilleur moyen d’effacer les amendes de l'Union européenne. Le 31 octobre, le conseil de surveillance annonce sa décision de déposer le bilan, ce qui est fait le 3 novembre auprès du Tribunal de commerce de Marseille. Auparavant, Transdev avait exigé le remboursement de 103 millions d’euros au titre des avances accordées en compte courant en sachant que le fonds de roulement de la compagnie ne le permettrait pas dans l'unique but d'aboutir au placement de la compagnie en redressement judiciaire, situation qui devrait lui éviter de régler les sommes exigées par Bruxelles.
Fin 2014, Transdev, l'actionnaire majoritaire de la SNCM annonce qu'il est prêt à vendre ses parts (66 %, contre 25 % à l'État et 9 % aux salariés). Cela fait suite aux nombreux problèmes économiques de l'entreprise, qui a subi plusieurs avaries sur des bateaux et se trouve dans l'obligation de renouveler sa flotte. Par ailleurs, la SNCM a été condamnée par la Commission européenne à 440 millions d'euros d'amende à restituer à l'État français et la Corse en remboursement « d'aides publiques injustifiées, car de nature à fausser la concurrence ou ne visant qu'à soutenir artificiellement une entreprise inefficace, ce qu'un investisseur avisé n'aurait pas fait ». Plusieurs autres problèmes demeurent, comme les grèves à répétition, l'influence de la CGT accusée de « cogérer » la SNCM et les avantages dont bénéficient les marins employés par rapport à leurs homologues d'autres entreprises (5 mois de travail par an et 7 mois de congés payés). Alors qu'en 2000, 82 % des passagers embarquant pour la Corse choisissaient la SNCM, ils n'étaient plus que 27 % en 2013.
Les difficultés rencontrées par la SNCM en octobre conduisent à l'interruption de la liaison tri-hebdomadaire Toulon - Bastia assurée par le Méditerranée qui est désarmé. Les lignes de Toulon et Nice sont désormais assurées en fin de semaine par le Monte d'Oro à destination de L'Île-Rousse.
Reportée à plusieurs reprises, la décision du tribunal de commerce de Marseille tranchera finalement le 20 novembre 2015 et se prononcera en faveur de l’offre portée par le transporteur corse, Patrick Rocca. La SNCM cesse officiellement d’exister le 5 janvier 2016, date à laquelle son acquéreur en prend possession. La compagnie devient alors la Maritime Corse Méditerranée (MCM).
En mars 2017, la cour de justice de l'Union européenne juge illégales les aides perçues par la SNCM et demande à l'État français de récupérer les 220 millions d'euros investis. Cette décision va dans le sens du principe de respect de libre concurrence au sein de l'Union.

## Filiales
Si la vocation première de la SNCM était d’armer et d’exploiter des navires sur la Corse, la Sardaigne et le Maghreb, elle était l'agent général en France de la Compagnie tunisienne de navigation, de la Compagnie nationale algérienne de navigation (puis d'Algérie Ferries à partir de 1987 jusqu'en 2015), de la compagnie italienne Tirrenia ou encore la société nationale libyenne GNMTC et frétait également certains de ses navires avec leurs équipages à des filiales comme Sudcargos, la CMT ou Corsica Marittima.
Afin d’accroître son fonds de commerce, la SNCM, comme ses devancières, ont développé des activités complémentaires dans les domaines du fret, du tourisme ou de la réservation électronique. La SNCM héritera aussi d’activité dans l’hôtellerie, avec l’Hôtel San Bastiano au nord d’Ajaccio et exploité par la filiale CGTH, ainsi que d’un voyagiste, Ferrytour, et d’un réseau d’agences de voyages, la Sotramat (devenue Aliso Voyages en 2004). À l'occasion de la mise en service du Danielle Casanova en 1989, la SNCM s’est attachée à pourvoir par elle-même l’approvisionnement de sa flotte en créant la filiale SARA. Jusqu'à la disparition de la compagnie, cette filiale avitaillait les navires et assurait la logistique pour la filiale Les Comptoirs du Sud (créée en 1996) qui gère les boutiques du bord. Pionnière dans le milieu maritime dans le domaine de la billetterie électronique, la SNCM a également participé à l’actionnariat de sociétés spécialisées dans l’informatique (Sitec en Corse) ou encore dans l’accès aux systèmes de réservation électronique (Estérel ou Navitel).

### La Compagnie maritime Toulon/Sardaigne (1970-2002)
Le 9 février 1970, la CGTM crée la Compagnie maritime Toulon/Sardaigne (CMT/S) pour reprendre la ligne Toulon - Porto Torres mise en place en 1968 par la Compagnie du Car-Ferry à Toulon. Elle continue d’affréter en time-charter, le car-ferry Sardaigne. Elle exploitera ce navire en saison, ainsi que sur les Baléares, jusqu’en 1972, avant que lui succède l’année suivante l’Île de Beauté. En 1974, la société devenant responsable de la réservation de toutes les lignes pour le département du Var, elle devient la CMT. Après la vente de l’Île de Beauté, la ligne sera assurée par le Fred Scamaroni, puis pendant neuf ans par le Provence. Il délaissera tous les week-ends d’été le service de continuité territoriale pour la Sardaigne et à la mi-saison via Ajaccio ou Propriano. Le Cyrnos, puis une fois devenu Île de Beauté, va prendre la succession, épaulé par le Napoléon ou le Danielle Casanova, plus rarement par le Napoléon Bonaparte. Pendant de nombreuses années, en juillet, les navires de la SNCM ont assuré le convoyage de pèlerins sardes à Lourdes. Arrivés à Toulon, les malades, médecins et accompagnateurs étaient transférés vers un train spécial sur le quai. Dans la DSP de 2001 à 2006, Toulon n’était pas inclus. La SNCM est amenée à repositionner ses car-ferries essentiellement sur Marseille. La ligne Toulon - Porto Torres va s’éteindre progressivement, n’étant plus assurée que de manière sporadique par le Napoléon Bonaparte. Le 3 avril 2002, la CMT est officiellement dissoute.

### Sudcargos (1971-2005)
Sous le monopole de pavillon jusqu’aux accords d’Évian, le trafic entre la France et l’Algérie doit par la suite se partager à parts égales. Le Maroc, l’Algérie et la Tunisie créent leur compagnie (Comanav, CNAN, CTN), ce qui affecte la concurrence entre armateurs, y compris français. Les pouvoirs publics incitent donc ces derniers à se regrouper et à s’associer avec leurs concurrents du Maghreb. Ce regroupement s’avère nécessaire, car les armements français ont reçu un quota en fonction de leur trafic passé. Étant une dizaine sur l’Algérie, ceux-ci sont trop faibles pour pouvoir exploiter correctement les navires. La CGTM n’échappe pas à la règle, enregistrant en 1970 une baisse de 30 % de ses activités dans le domaine. Il naît alors le projet de créer une société composée par plusieurs armements afin de couvrir l’Algérie, la Tunisie et toute la Méditerranée orientale. Il s’agit, d’une part, de régulariser le fonctionnement des conférences sur l’Algérie et la Tunisie, perturbé par l’émiettement de l’armement français et, d’autre part, d’ouvrir de nouvelles lignes compte tenu de l’avance prise dans le domaine du cargo roulier.
Le 20 septembre 1971 est créée la société Sudcargos par la CGTM (40 % de participation), Daher (40 %) et la Société navale caennaise (20 %). Des contrats d’affrètements sont conclus entre la CGTM et Sudcargos pour l’Estérel (affecté sur la Libye et Malte), le Blida et le Relizane (Algérie et Tunisie). La CGTM confie le tiers de son quota sur l’Algérie et l’exploitation d’un cargo sur la Tunisie. Lors de sa création, la société dispose de locaux au 60 boulevard des Dames, appartenant à Daher. En 1975, la société déménage au 9 rue Jean-François Leca, dans des locaux appartenant à la Compagnie de navigation mixte. Mais à la suite d’un incendie en novembre 1979, le siège est transféré au 17 avenue Robert Schuman, dans des locaux de la SNCM. Alors que des armateurs historiques vont se retirer progressivement jusqu’au début des années 1980, Sudcargos va consolider sa position sur le Maghreb. Au départ de Marseille, mais aussi de Port-Saint-Louis-du-Rhône et de Sète, Sudcargos relie les ports algériens d’Alger, Oran, Annaba, Skikda et tunisiens de Tunis, Sfax et Sousse. La CGTM, puis la SNCM, frétera à Sudcargos, à temps complet ou par périodes, certains de ses cargos rouliers dont l’utilité sur les lignes de la Corse n’était pas une priorité. Ainsi, la plupart ont doublé les car-ferries en été et navigué pour Sudcargos le restant de l’année. Seules exceptions, les Saint-Clair et Saint-Rémy, seront entièrement à l’usage de Sudcargos, ainsi que le Sainte-Baume, remplaçant le Saint-Clair, et arrivé à une époque où les car-ferries pour la Corse ne nécessitaient plus de « doublant ».
En 1974, toutes ces lignes sont confrontées à une concurrence grandissante. La direction estime qu’il est donc nécessaire de rechercher de nouveaux débouchés, notamment vers la mer Rouge. Un accord commercial et tarifaire est ainsi conclu avec les chargeurs Delmas-Vieljeux en 1978 afin d’assurer une complémentarité en proposant des services rouliers et porte-conteneurs entièrement français dans tous les ports de la mer Rouge. Cette ligne connaîtra un franc succès au début ; elle durera jusqu’en 1987. À la suite de cela, Delmas rachète à Daher sa participation en 1988. La Caennaise ayant déjà vendu ses parts également à Delmas-Vieljeux, l’actionnariat se répartit entre la CGM (via la SNCM) et le groupe Delmas à 50 % chacun. L’essentiel de l’activité se concentre sur l’Algérie et la Tunisie jusque dans les années 2000. Ces trafics s’opèrent maintenant par conteneurs et la flotte Sudcargos évolue donc en ce sens. En 2001 une modification importante a lieu dans le cadre de gestion de la société. En effet, les deux actionnaires apportent à leur filiale leurs fonds de commerce respectifs donnant ainsi à Sudcargos la pleine gestion de son activité principale, le transport maritime de fret entre l’Europe et l'Afrique du nord. La conteneurisation de plus en plus marquée et le développement des échanges entre l’Asie et le Maghreb ont retiré à cette participation dans Sudcargos son caractère stratégique pour la SNCM. C’est ainsi qu’en septembre 2005, la SNCM vend ses parts de Sudcargos au groupe CMA-CGM qui possède ainsi 100 % de la société après avoir acheté Delmas au groupe Bolloré.

### Corsica Marittima (1990-2002)
Le premier projet de ligne sur l’Italie date de 1964 avec le Napoléon sur Livourne et le futur Corse ou Comté de Nice sur Gênes, mais cela restera sans suite. Dans les années 1980, les retraits successifs des car-ferries Corse, Comté de Nice et Provence du service de continuité territoriale donnera l’occasion de remettre sur la table l’idée d’une liaison entre Bastia et Livourne, voire depuis Porto-Vecchio pour le Provence. Les projets avorteront à chaque fois, l’État mettra même son veto en 1982 à une décision du conseil d’administration de la SNCM. Durant cette même période, les italiens viennent en nombre et ont un fort pouvoir d’achat, raison pour laquelle la direction ne perd pas de vue cette idée de diversifier son fonds de commerce. Cela passe par une consultation de l’Office des transports de la Corse, un projet d’horaires pour le printemps et l'été 1990 avec le Corse et l’Estérel entre Bastia et Livourne est présenté à l’instance corse, qui l’approuve. La SNCM crée officiellement sa filiale Corsica Marittima le 1er janvier 1990. Les marchés italiens et allemands sont visés et l’objectif est de concurrencer les autres compagnies sur le terrain des horaires, de la qualité de service et de la rapidité des navires. Il n’est pas question de mener une guerre des tarifs.
Le premier voyage est effectué par le Corse le 13 avril 1990. Les débuts sont contrastés : si la durée de traversée de trois heures donne satisfaction, répondant ainsi au slogan publicitaire « La Prima », et que le produit « Escapade » proposé aux corses est un succès, les marchés italiens et allemands ne répondent pas aux attentes. Malgré cela, une nouvelle ligne est créée entre Porto-Vecchio et Livourne avec le Monte d'Oro. En 1995, le port de Gênes est également relié, avec l’affrètement du Napoléon, puis des Napoléon Bonaparte, Danielle Casanova, Île de Beauté et plus régulièrement du Paglia Orba. Mais il apparaît à travers les chiffres de la concurrence que la fréquence prime sur la capacité des navires. Fort de ce constat, à partir de 1997, les NGV Asco et NGV Aliso effectueront des rotations sur Livourne et occasionnellement sur Gênes ou Portoferraio. Puis l’arrivée du NGV Liamone va libérer un des petits NGV qui sera basé en tête de ligne à Livourne. Ce sera le NGV Aliso en 2000, puis le NGV Asco en 2001. Malheureusement, les résultats demeurent insuffisants et, dans le cadre du projet industriel de la compagnie, Corsica Marittima est dissoute au premier semestre 2002. Les seuls liens entre Bastia et l’Italie par la SNCM resteront les traditionnelles croisières d’une journée à destination de l’île d'Elbe à Pâques et la Pentecôte jusqu’en 2013.

## Identité visuelle
À la création de la Compagnie générale transméditerranéenne, en 1969, le logo représente un navire avec à l'intérieur, un véhicule, soulignant le choix de la compagnie de privilégier le car-ferry comme outil de travail. Les navires conservent les couleurs qu'ils arboraient du temps de la Compagnie générale transatlantique et de la Compagnie de navigation mixte (coques blanches pour les car-ferries et noires pour les paquebots), cependant, une bande blanche est peinte sur les cheminées rouges. Lorsque la CGTM devient la SNCM, en 1976, le logo est dessiné de manière à rappeler la présence des deux actionnaires, ainsi, le design est inspiré du logo de la Compagnie générale maritime tandis que la graphie évoque la présence de la SNCF dans le capital de la compagnie. Ce logo est peint sur les cheminées des navires, leurs coques demeurent blanches sans inscriptions particulières. En 1988, le logo évolue, celui-ci reprend les lignes générales de l'original, mais toute allusion à la SNCF est retiré, la graphie est ainsi propre à la compagnie et permet à cette dernière d'affirmer son identité. Une marque commerciale, Ferryterranée est créée à l'occasion, à partir de 1990, en plus du logo sur leurs cheminées, les navires reçoivent sur leurs coques la marque commerciale SNCM Ferryterranée et une bande bleu turquoise vient border les hublots sur toute la longueur d'un pont. En 2002, Le logo évolue une nouvelle fois, il s'inspire largement du précédent, mais abandonne la marque commerciale Ferryterranée. La couleur est également modifiée, passant du gris au bleu caractéristique de la compagnie et la bande turquoise est adaptée aux nouvelles couleurs.

Logos de la CGTM et de la SNCM
Logo de la CGTM de 1969 à 1976.
Logo de la SNCM de 1976 à 1988.
Logo de la SNCM de 1988 à 2002.
Logo de la SNCM de 2002 à 2016.

## Navires de la SNCM
La CGTM puis la SNCM a possédé, de 1969 à 2016, 47 navires. Des 7 unités que comptait la compagnie lors de sa reprise par le groupe Rocca, 6 d'entre elles naviguent désormais pour Corsica Linea.
| Navire             | Pavillon | Type                    | Mise en service | Entrée dans la flotte | Sortie de la flotte | tonnage    | Longueur | Largeur | Passagers | Véhicules        | Vitesse    | Statut |
| ------------------ | -------- | ----------------------- | --------------- | --------------------- | ------------------- | ---------- | -------- | ------- | --------- | ---------------- | ---------- | --- |
| Danielle Casanova  |          | Cruise-ferry            | 2002            | 2002                  | 2016                | 41 447 UMS | 176 m    | 30,40 m | 2 400     | 700              | 24 nœuds   | Exploité par Corsica Linea |
| Méditerranée       |          | Ferry                   | 1989            | 1989                  | 2016                | 30 985 UMS | 165 m    | 27,40 m | 2 780     | 800              | 24 nœuds   | Exploité par Corsica Linea |
| Corse              |          | Ferry                   | 1983            | 1983                  | 2016                | 12 686 UMS | 145 m    | 23,80 m | 2 303     | 620              | 23,5 nœuds | Non repris par le groupe Rocca, aurait été vendu à un armateur émirati, a quitté le port de Marseille le 12 mai 2016.                                                                                            |
| Jean Nicoli        |          | Navire mixte            | 1998            | 2009                  | 2016                | 30 010 UMS | 200,65 m | 25,80 m | 1 500     | 600              | 27,6 nœuds | Exploité par Corsica Linea |
| Pascal Paoli       |          | Navire mixte            | 2003            | 2003                  | 2016                | 35 760 UMS | 176 m    | 30,50 m | 655       | 130              | 24 nœuds   | Exploité par Corsica Linea |
| Paglia Orba        |          | Navire mixte            | 1994            | 1994                  | 2016                | 29 718 UMS | 165,80 m | 29,02 m | 544       | 120              | 21 nœuds   | Exploité par Corsica Linea |
| Monte d'Oro        |          | Navire mixte            | 1991            | 1991                  | 2016                | 22 070 UMS | 145 m    | 25,70 m | 528       | 130              | 20,7 nœuds | Exploité par Corsica Linea |
| Excelsior          |          | Cruise-ferry            | 1999            | 2013                  | 2014                | 39 777 UMS | 202,17 m | 28 m    | 2 253     | 760              | 24 nœuds   | Rendu à son propriétaire Grandi Navi Veloci au terme d'un affrètement de 18 mois en remplacement du Napoléon Bonaparte, finalement vendu à cette même compagnie.                                                 |
| Napoléon Bonaparte |          | Cruise-ferry            | 1996            | 1996                  | 2014                | 44 307 UMS | 172 m    | 30,40 m | 2 650     | 708              | 23,8 nœuds | Vendu au groupe MSC à la suite de son avarie survenue à la fin de 2012. Le navire navigue depuis juillet 2015 sous le nom de Rhapsody pour le compte de la compagnie Grandi Navi Veloci.                         |
| El. Venizelos      |          | Ferry                   | 1992            | 2013                  | 2013                | 38 261 UMS | 175,40 m | 28,50 m | 2 500     | 850              | 22 nœuds   | Rendu à son propriétaire après quatre mois d'affrètement. Le contrat initial prévoyait un affrètement de 16 mois, cependant, de multiples problèmes techniques ont abouti à la rupture prématurée de ce contrat. |
| Île de Beauté      |          | Ferry                   | 1979            | 1979                  | 2013                | 20 564 UMS | 163,11 m | 23,02 m | 1 536     | 484              | 22 nœuds   | Démoli au chantier d'Aliağa |
| NGV Liamone        |          | Navire à grande vitesse | 2000            | 2000                  | 2012                | 9 351 UMS  | 134 m    | 19,80 m | 1 116     | 250              | 42 nœuds   | Affrété de 2010 à 2012 par la compagnie Raromatai Ferry. Désarmé à partir de 2014 à Taiwan sous le nom de Taimin Star. Démoli en 2020.                                                                           |
| NGV Liamone II     |          | Navire à grande vitesse | 2000            | 2010                  | 2010                | 3 536 UMS  | 119 m    | 15,70 m | 1 000     | 210              | 29 nœuds   | Rendu à son propriétaire |
| Monte Cinto        |          | Navire mixte            | 1984            | 1984                  | 2010                | 14 798 UMS | 136,04 m | 22,52 m | 111       | 35               | 18 nœuds   | A terminé sa carrière pour le compte d'un armateur chilien sous le nom d'Eden. Démoli en 2019. |
| Jean Nicoli        |          | Navire mixte            | 2002            | 2007                  | 2008                | 30 285 UMS | 203,90 m | 25,40 m | 717       | 480              | 28 nœuds   | Navigue actuellement pour le compte de la compagnie Corsica Linea sous le nom de A Nepita |
| NGV Asco           |          | Navire à grande vitesse | 1996            | 1996                  | 2005                | 4 934 UMS  | 102 m    | 15,40 m | 576       | 150              | 37 nœuds   | Propriété d'un armateur grec sous le nom de Panagia Parou, naufrage le 21 avril 2017 dans le port d'Algeciras en Espagne.                                                                                        |
| NGV Aliso          |          | Navire à grande vitesse | 1996            | 1996                  | 2004                | 4 934 UMS  | 102 m    | 15,40 m | 576       | 150              | 37 nœuds   | Désarmé en Grèce sous le nom de Kalli P. |
| Liberté            |          | Ferry                   | 1980            | 1980                  | 2003                | 19 182 UMS | 164,40 m | 21,90 m | 1 604     | 520              | 21,5 nœuds | Vendu à la compagnie marocaine Comarit, démoli aux chantiers turcs d'Aliağa en 2013. |
| Monte Rotondo      |          | Navire mixte            | 1973            | 1973                  | 2002                | 5 127 UMS  | 109,51 m | 17,50 m | 32        | 660 m linéaires  | 19 nœuds   | A terminé sa carrière en Turquie sous le nom de Tramola 1. Démoli à Aliağa en 2023. |
| Napoléon           |          | Ferry                   | 1976            | 1976                  | 2002                | 14 918 UMS | 155 m    | 23 m    | 1 884     | 500              | 24 nœuds   | Vendu à la compagnie marocaine Comarit, démoli aux chantiers turcs d'Aliağa en 2015. |
| Estérel            |          | Ferry                   | 1981            | 1981                  | 1997                | 12 676 UMS | 145 m    | 23,80 m | 2 282     | 620              | 23,5 nœuds | Vendu à Ferrimaroc puis à la Comanav, démoli aux chantiers turcs d'Aliağa en 2016. |
| Monte Stello       |          | Navire mixte            | 1979            | 1979                  | 1994                | 11 630 UMS | 126,52 m | 21,02 m | 109       | 970 m linéaires  | 19,5 nœuds | Après son échouement le 1er janvier 1994, le navire a successivement appartenu à des armateurs lituanien et néo-zélandais avant d'être finalement démoli en 2012.                                                |
| Sainte-Baume       |          | Roulier                 | 1979            | 1992                  | 1993                | 15 347 UMS | 148 m    | 22 m    | -         | ?                | 10,5 nœuds | Navigue actuellement sous le nom de Jabal Ali 1. |
| L'Aude             |          | Roulier                 | 1978            | 1978                  | 1992                | 3 425 UMS  | 91 m     | 14 m    | -         | 595 m linéaires  | 14 nœuds   | Navigue actuellement pour le compte d'un armateur turc sous le nom de Meyra. |
| Saint-Clair        |          | Roulier                 | 1978            | 1982                  | 1990                | 2 626 UMS  | 122,90 m | 21 m    | -         | 1100 m linéaires | 18 nœuds   | Incendié en 1990 à Marseille. Vendu par la suite à plusieurs armateurs égyptiens, le navire, converti en car-ferry en 2007 est finalement démoli en 2011 en Inde.                                                |
| Provence           |          | Ferry                   | 1974            | 1974                  | 1989                | 7 824 UMS  | 135,31 m | 20,70 m | 1 288     | 225              | 22 nœuds   | Vendu à la compagnie grecque Arkadia Lines, le navire fait naufrage le 20 avril 1996 dans le port de Parikiá à Paros, il est finalement renfloué puis démoli en 1999.                                            |
| L'Ardèche          |          | Roulier                 | 1978            | 1978                  | 1988                | 3 425 UMS  | 91 m     | 14 m    | -         | 595 m linéaires  | 14 nœuds   | Actuellement la propriété d'un armateur marocain sous le nom de Fes. |
| Saint-Rémy         |          | Roulier                 | 1977            | 1983                  | 1986                | 2 574 UMS  | 122,90 m | 21 m    | -         | 1100 m linéaires | 15 nœuds   | Démoli en 2010 en Inde. |
| L'Isère            |          | Roulier                 | 1971            | 1976                  | 1984                | 4 751 UMS  | 105,30 m | 15 m    | -         | 588 m linéaires  | 15,5 nœuds | Fin inconnue, rayé des registres en 2010. |
| Monte d'Oro        |          | Roulier                 | 1970            | 1970                  | 1984                | 2 108 UMS  | 72 m     | 12,40 m | -         | ?                | 15,5 nœuds | A terminé sa carrière en 2012 sous le nom de Nafplio. |
| Comté de Nice      |          | Ferry                   | 1966            | 1969                  | 1983                | 4 555 UMS  | 115 m    | 18,10 m | 1 408     | 215              | 21,5 nœuds | Vendu à plusieurs reprises à des armateurs grecs, il est finalement démoli en 2003. |
| La Durance         |          | Roulier                 | 1972            | 1974                  | 1983                | 3 395 UMS  | 98,40 m  | 16,02 m | -         | ?                | ?          | Navigue actuellement sous le nom de Agios Dionissios S. |
| Corse              |          | Ferry                   | 1966            | 1969                  | 1981                | 4 555 UMS  | 115 m    | 18 m    | 1 408     | 215              | 21,5 nœuds | Vendu à plusieurs reprises à des armateurs grecs, le navire fait finalement naufrage en Mer Égée dans la nuit du 26 septembre 2000, causant la mort de 82 personnes.                                             |
| Monte Cinto        |          | Roulier                 | 1969            | 1969                  | 1980                | 2 084 UMS  | 99,70 m  | 14,90 m | -         | ?                | ?          | Aurait terminé sa carrière sous le nom de Droset pour le compte d'un armateur nord-coréen. |
| Roussillon         |          | Ferry                   | 1966            | 1970                  | 1980                | 10 499 UMS | 134,32 m | 20,12 m | 998       | 260              | 20 nœuds   | Vendu à plusieurs reprises à des armateurs grecs, le navire est finalement démoli en 2002 aux chantiers turcs d'Aliağa.                                                                                          |
| Fred Scamaroni     |          | Ferry                   | 1966            | 1969                  | 1980                | 4 771 UMS  | 115 m    | 17,83 m | 1 256     | 230              | 20 nœuds   | Vendu à plusieurs reprises à des armateurs français et égyptiens, le navire fait finalement naufrage en Mer Rouge dans la nuit du 14 décembre 1991, causant la mort de 474 personnes.                            |
| Grieg              |          | Roulier                 | 1972            | 1978                  | 1979                | 3 990 UMS  | 138,26 m | 20,05 m | -         | ?                | ?          | Démoli. |
| Blida              |          | Roulier                 | 1961            | 1969                  | 1977                | 1 765 UMS  | 107,55 m | 13,62 m | -         | ?                | ?          | A continué de naviguer sous le nom de Capitaine Scott jusqu'à sa mis hors-service. |
| Île de Beauté      |          | Ferry                   | 1966            | 1973                  | 1977                | 8 666 UMS  | 139,43 m | 20,83 m | 1 100     | 170              | 20 nœuds   | Vendu à plusieurs reprises, le navire est finalement démoli en 2004 au Bangladesh. |
| Avenir             |          | Ferry                   | 1967            | 1969                  | 1976                | 6 719 UMS  | 130 m    | 18,30 m | 930       | 130              | 21 nœuds   | Vendu à plusieurs reprises, le navire est finalement détruit par un incendie en 1985. |
| Rélizane           |          | Roulier                 | 1959            | 1969                  | 1975                | 2 419 UMS  | 89,11 m  | 13,64 m | -         | ?                | ?          | La suite de la carrière de ce navire est inconnue |
| Napoléon           |          | Ferry                   | 1959            | 1969                  | 1974                | 5 308 UMS  | 108,86 m | 15,80 m | 1 220     | 100              | 18 nœuds   | Vendu à un armateur saoudien, le navire navigue jusqu'en 1987 puis est démoli en 1988. |
| Estérel            |          | Roulier                 | 1967            | 1969                  | 1974                | 1 276 UMS  | 84,60 m  | 13,50 m | -         | ?                | ?          | Le navire aurait fini sa carrière sous le nom de Sackr Al Jazirah |
| Travetal           |          | Roulier                 | 1970            | 1972                  | 1973                | 1 599 UMS  | 90,90 m  | 13,20 m | -         | ?                | 16 nœuds   | Converti en car-ferry en 1986, le navire navigue actuellement pour un armateur indonésien sous le nom de Nusa Agung                                                                                              |
| Ville de Marseille |          | Paquebot                | 1951            | 1969                  | 1972                | ?          | 136 m    | 19,40 m | 1 315     | -                | 21 nœuds   | La suite de la carrière de ce navire est inconnue |
| Kairouan           |          | Paquebot                | 1950            | 1969                  | 1972                | 8 589 UMS  | 142,50 m | 18,30 m | ?         | -                | 24,5 nœuds | Démoli en 1973 |
| Méditerranée       |          | Paquebot                | ?               | 1969                  | 1971                | ?          | ?        | ?       | ?         | -                | ?          | Restitué à la Compagnie Générale Transatlantique auprès de laquelle il était affretté le 30 septembre 1971 |

Fleuron de la SNCM
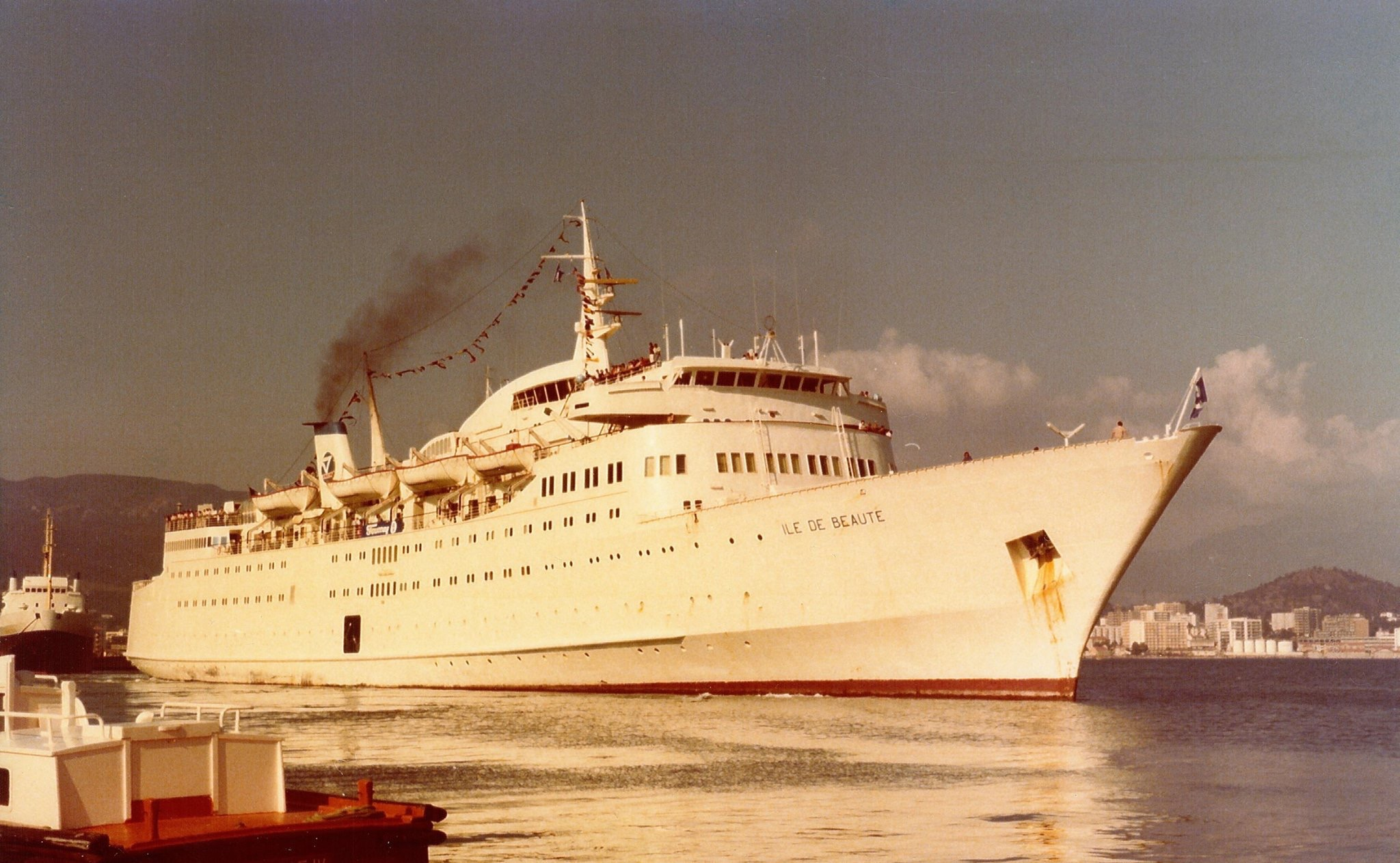
L‘Île de Beauté de 1973 à 1976.
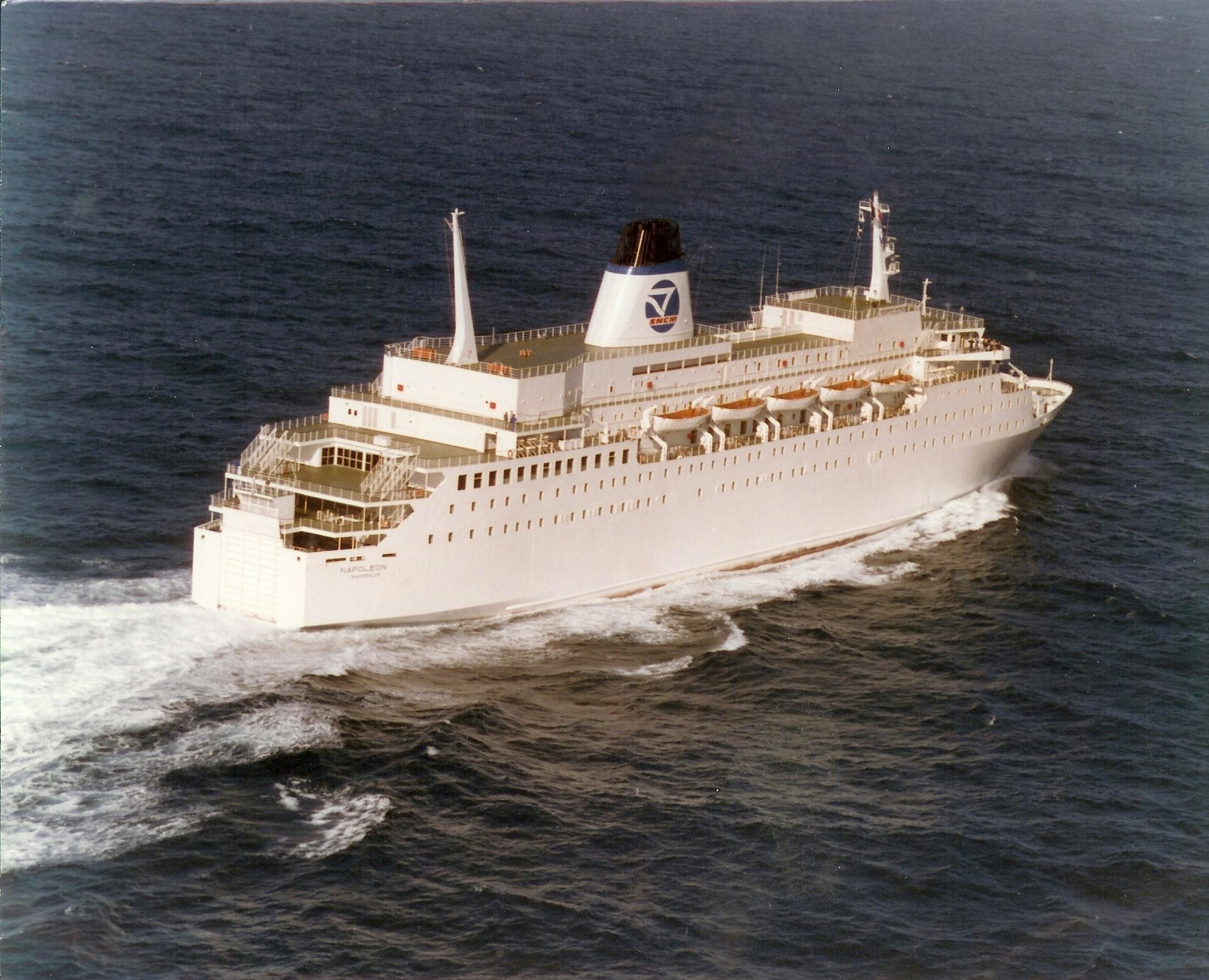
Le Napoléon de 1976 à 1989.
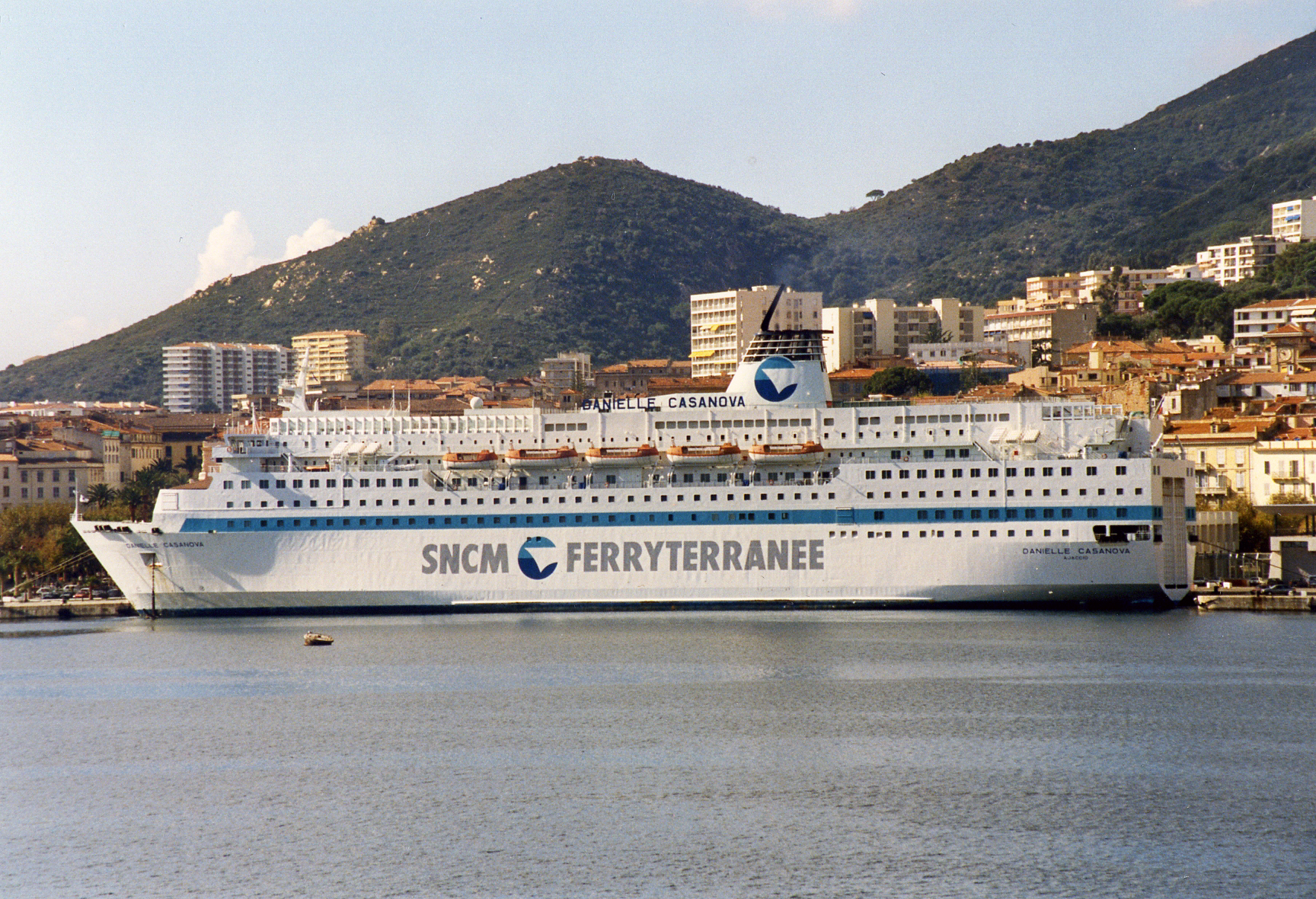
Le Danielle Casanova de 1989 à 1996.
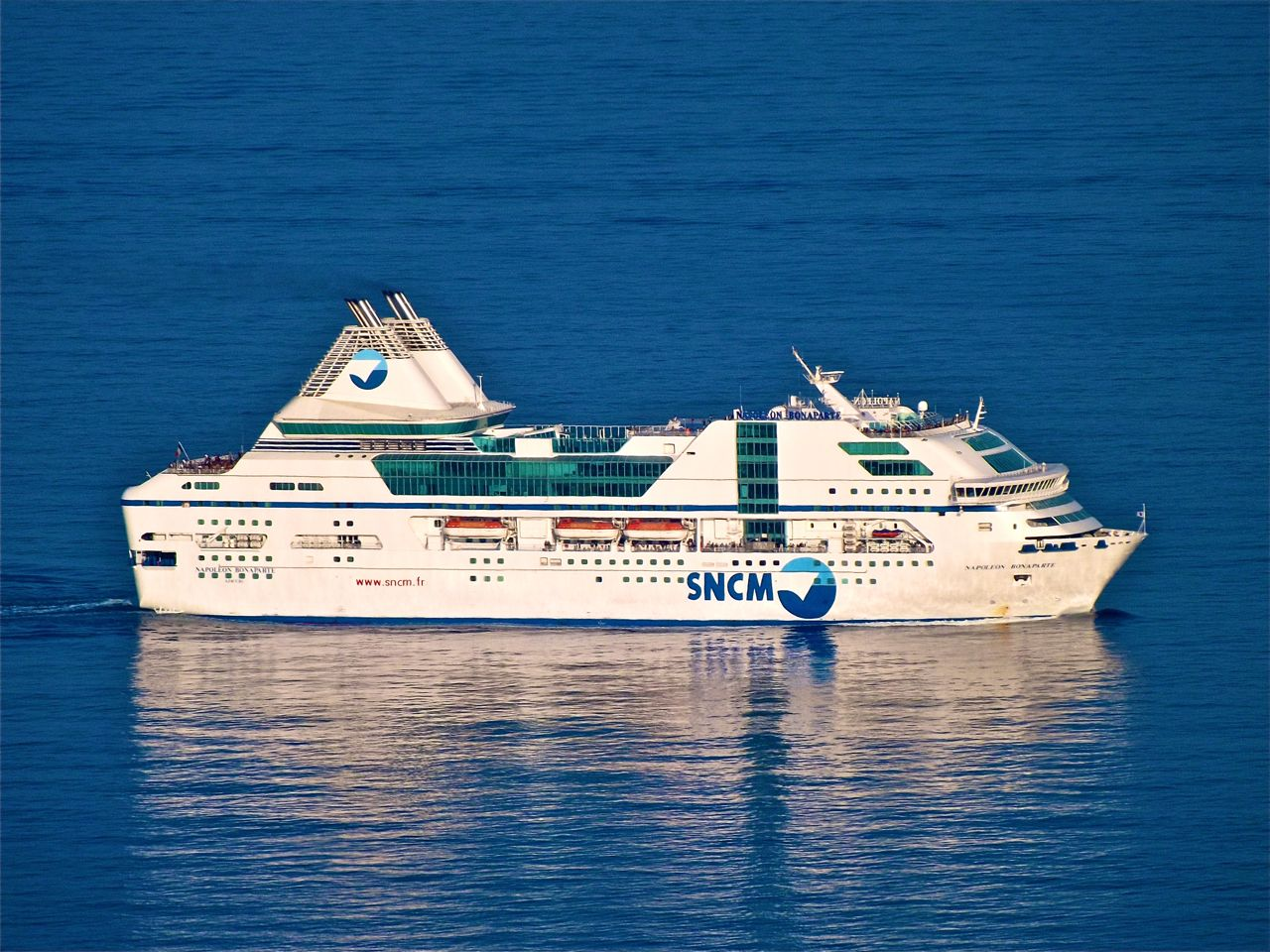
Le Napoléon Bonaparte de 1996 à 2014.

## Lignes desservies
Depuis sa création, la SNCM exploitait ses navires sur diverses lignes à destination de la Corse, de la Sardaigne et de l'Afrique du Nord.

### Continent - Corse / Sardaigne

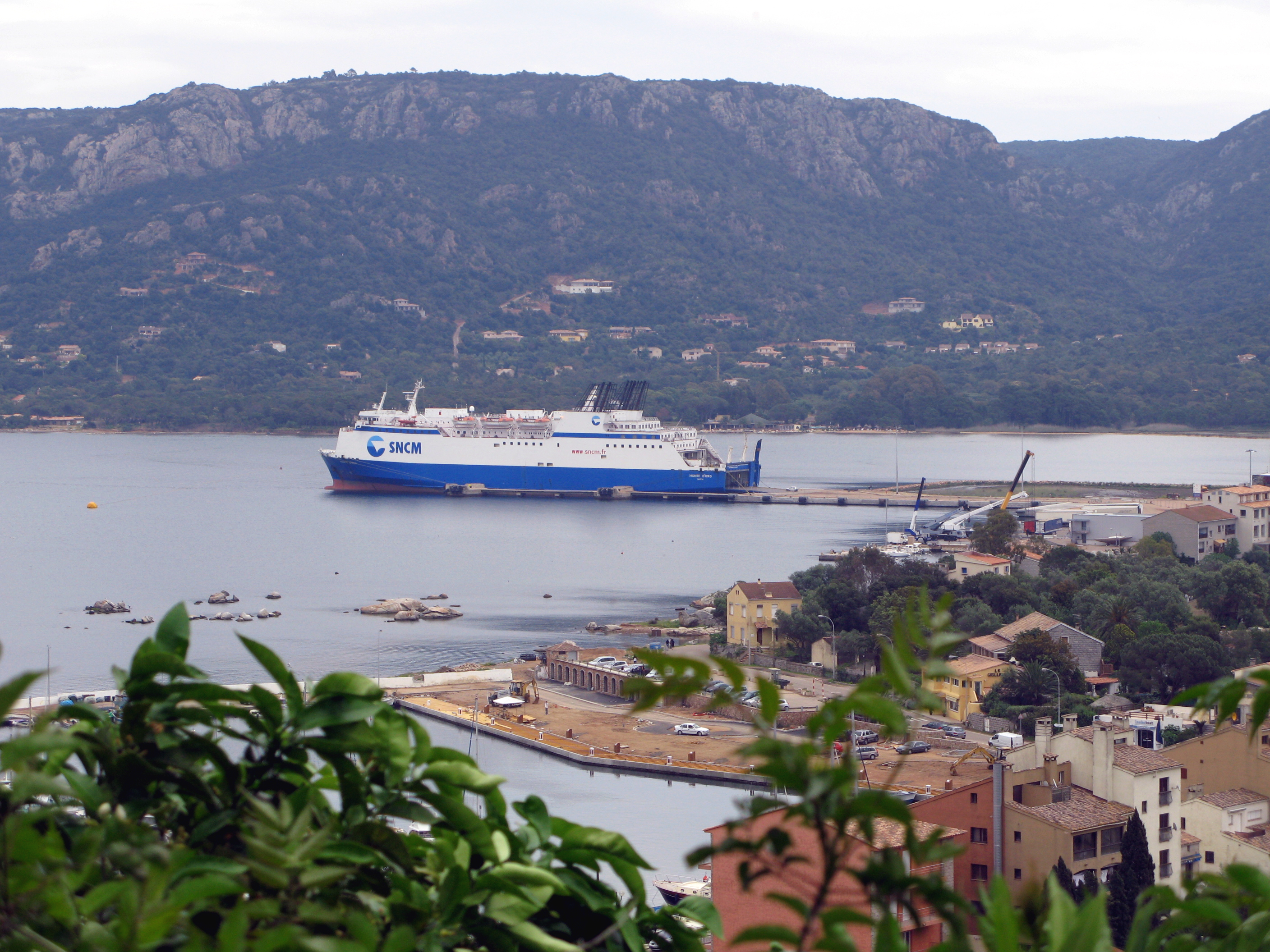
Le Monte d'Oro à Porto-Vecchio

Dans le cadre de la DSP tous les ports corses, sauf Propriano, étaient desservis toute l'année, tous les deux jours par la SNCM au départ de Marseille. La desserte de Bastia et d'Ajaccio, les jours lors desquels aucune rotation n'était prévue pour ces destinations était assurée par la CMN qui était le partenaire de la SNCM. La desserte de Propriano étant assurée par la CMN un jour sur deux. La desserte à l'année était assurée par les cargos mixtes : Pascal Paoli, Jean Nicoli, Paglia Orba et Monte d'Oro pour la SNCM et les cargos mixtes : Piana, Girolata et Kalliste pour la CMN.
Dans le cadre du service complémentaire (de la DSP), les ports d'Ajaccio, de Bastia et de Propriano bénéficiaient de places supplémentaires pendant les périodes de pointe. Cette desserte était assurée par les car-ferries Napoléon Bonaparte jusqu'en 2012, Excelsior en 2013 et 2014 et Danielle Casanova.
Jusqu'en octobre 2014, la SNCM proposait également des traversées au départ des ports de Nice et Toulon hors DSP avec les ferries Méditerranée et Corse. Depuis octobre 2014, la compagnie a réduit les deux ports au minimum de la DSP en y affectant le Monte d'Oro le week-end. Les rotations au départ de Nice et Toulon sont finalement abandonnées en 2015.
La desserte de la Sardaigne s'effectue quant à elle de manière saisonnière par la SNCM et de toute l'année par la CMN.

#### Corse
| Ligne                     |
| ------------------------- |
| Marseille - Bastia        |
| Marseille - Ajaccio       |
| Marseille - Propriano     |
| Marseille - Porto-Vecchio |
| Marseille - L'Île-Rousse  |
| Toulon - Bastia           |
| Toulon - Porto-Vecchio    |
| Toulon - Propriano        |
| Toulon - L'Île-Rousse     |
| Nice - Bastia             |
| Nice - Ajaccio            |
| Nice - L'Île-Rousse       |

#### Sardaigne
| Ligne                                |
| ------------------------------------ |
| Marseille - Ajaccio - Porto Torres   |
| Marseille - Propriano - Porto Torres |

### France - Maghreb
La desserte de l'Algérie était effectuée en 2014 hors saison par le Danielle Casanova et en saison par l'Excelsior et quelquefois par le Méditerranée. La compagnie était complétée par la compagnie algérienne Algérie Ferries dont le partenariat a rompu en 2015.
La desserte de la Tunisie était effectuée toute l'année principalement par le Danielle Casanova et quelquefois par l'Excelsior et plus rarement par le Méditerranée. La SNCM était complétée par la Compagnie tunisienne de navigation (Tunisia Ferries) pour ses traversées vers la Tunisie.

#### Algérie
| Ligne              |
| ------------------ |
| Marseille - Alger  |
| Marseille - Béjaïa |
| Toulon - Alger     |
| Toulon - Béjaïa    |

#### Tunisie
| Ligne             |
| ----------------- |
| Marseille - Tunis |
| Toulon - Tunis    |